# Boletales
Boletales (Édouard-Jean Gilbert, 1931) este un ordin de ciuperci a încrengăturii Basidiomycota, în clasa Agaricomycetes și subclasa Agaricomycetidae cu global peste 1.300 de specii împărțit în 96 de genuri și 16 (17) familii. Cea mai cunoscută și mare familie este cea a Boletaceae-lor care include specia savurosului Boletus edulis (hrib cenușiu). Se dezvoltă aproape numai în păduri de conifere, foioase sau mixte precum la marginile lor.

## Istoric
Ordinul Boletales este destul de vechi, fosile găsite au fost putut datate în timpul geologic al Paleogenului, cu o vârstă între 34 și 44 milioane de ani, fiind însă mult mai tânăr decât ordinul Agaricales, a cărui evoluție a început între 139 și 178 milioane de ani, adică în Jurasic. 
Ordinul a fost determinat de micologul francez E.-J.Gilbert în volumul 3 al marii sale opere Les Livres du Mycologue din 1931.
Celelalte încercări de redenumire nu sunt folosite și astfel neglijabile.

## Descriere
Ordinul Boletales a fost inițial stabilit pentru a descrie ciuperci cu picior, tuburi și pori, dar pe baza caracteristicilor micro-morfologice și filogenetice (în special prin analiza ADN), s-a putut dovedi că bureți cu un aspect absolut diferit aparțin acestui ordin. Astfel se găsesc aici de asemenea specii cu lamele ca Chroogomphus rutilus, Paxillus involutus, sau Hygrophoropsis aurantiaca, cu pseudo-lamele ca Boletinellus merulioides, cu glebă pe interior (pufaie ca Astraeus hygrometricus, Scleroderma citrinum și Scleroderma verrucosum), subterane ca trufa, de exemplu Alpova diplophloeus sau Melanogaster tuberiformis, chiar și bureți de mucegai ca Serpula lacrymans. 
În plus, marea majoritate, dar nu toate speciile, sunt simbionți micoriza (formează micorize pe rădăcinile arborilor). Astfel de exemplu Gomphidius glutinosus este simbiont și parasit (atacă micorizele lui Suillus bovinus), Leucogyrophana mollusca sau Pseudoboletus parasiticus (parazitează pe Scleroderma citrinum) sunt paraziți puri, Buchwaldoboletus se hrănește parazitar și saprofit, pe când Gyrodontium sacchari, Pseudomerulius curtisii sau Tapinella atrotomentosa trăiesc numai ca saprofiți.
Multe, dar nu toate speciile în acest ordin sunt comestibile, dar există de asemenea câteva otrăvitoare ca Boletus satanas, Boletus lupinus sau Paxillus involutus precum o serie de bureți necomestibili între alții Caloboletus calopus, Rhopalogaster transversarium sau Tylopilus felleus.

## Sistematică
Familiile în ordinul Boletales sunt:
| - Boletaceae, Fr. (1821), 22-27 de genuri (depinde de autor) - Boletinellaceae, Murrill (1909), 2 genuri (Boletinellus și Phlebopus) - Coniophoraceae, Ulbr. (1928), 4 genuri (Chrysoconia, Coniophora, Coniophoropsis, Gyrodontium) - Diplocystaceae, Kreisel (1974), 5 genuri (Astraeus, Diplocystis, Diploderma, Endogonopsis, Tremellogaster) - Gasterellaceae Zeller (1948), 1 gen (Gasterella) - Gastrosporiaceae Mattir. (1903), 1 gen (Gastrosporium) - Gomphidiaceae, Maire ex Jülich (1982), 4 genuri (Chroogomphus, Cystogomphus, Gomphidius, Gomphogaster) - Gyroporaceae, (Singer) Manfr.Binder & Bresinsky (2002), 1 gen (Gyroporus) | - Hygrophoropsidaceae, (J.Schröt.) Maire ex Martin-Sans (1929), 2 genuri (Hygrophoropsis, Leucogyrophana) - Paxillaceae, Lotsy (1907), 8 genuri (Alpova, Austrogaster, Gyrodon, Hydnomerulius, Meiorganum, Melanogaster, Paragyrodon, Paxillus) - Protogastraceae, Thaxt. (1934), 1 gen (Protogaster) - Rhizopogonaceae, Gäum. & C.W.Dodge (1928), 2 genuri (Rhizopogon, Rhopalogaster) - Sclerodermataceae, Corda (1842), 6 genuri (Calostoma, Chlorogaster, Favillea, Horakiella, Pisolithus, Scleroderma) - Serpulaceae, Jarosch & Bresinsky, 3 genuri (Austropaxillus, Gymnopaxillus, Serpula) - Suillaceae, Besl & Bresinsky (1997), 3 genuri (Psiloboletinus, Suillus, Truncocolumella) - Tapinellaceae, C.Hahn (1999), 3 genuri (Bondarcevomyces, Pseudomerulius, Tapinella) |

## Imagini (specii tip de gen din familiile ale ordinuluiBoletales)

### Imagini din familia Boletaceae (selecție)

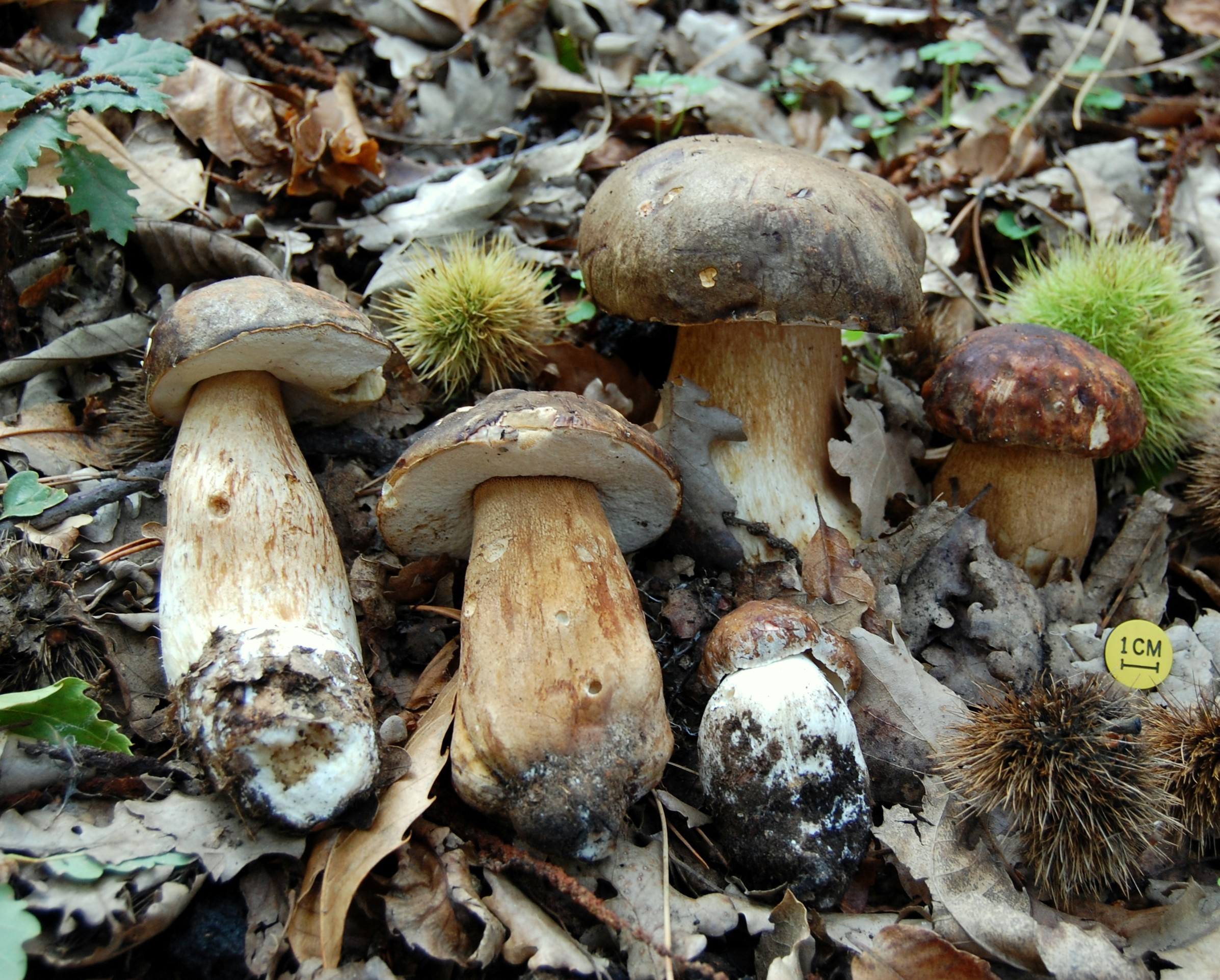
Boletus aereus
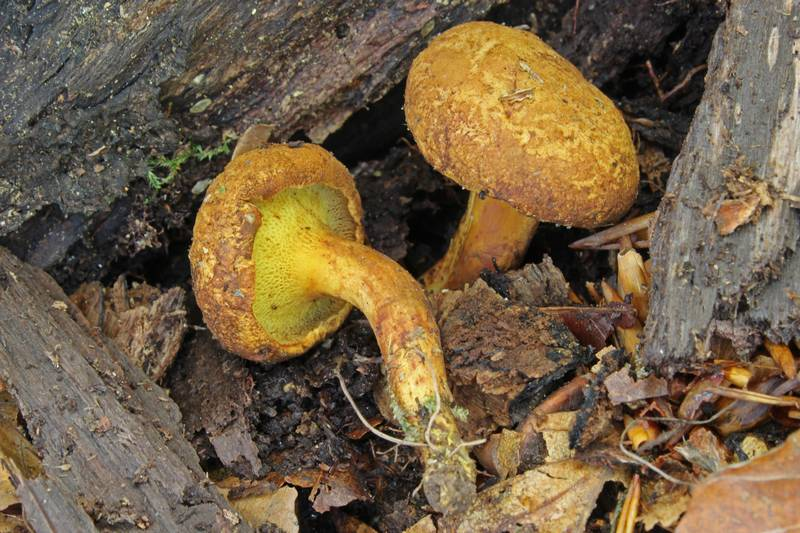
Buchwaldoboletus lignicola
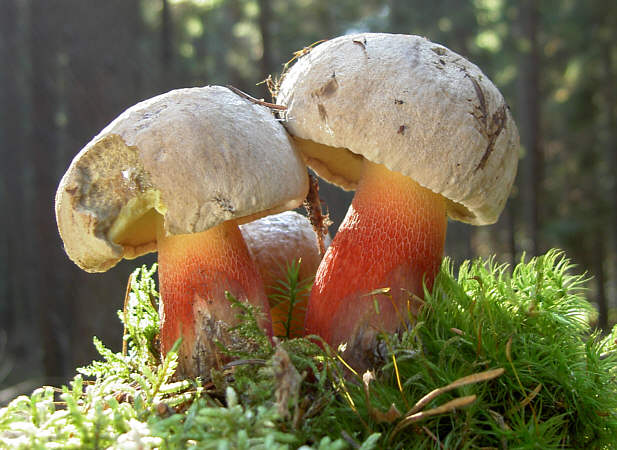
Caloboletus calopus
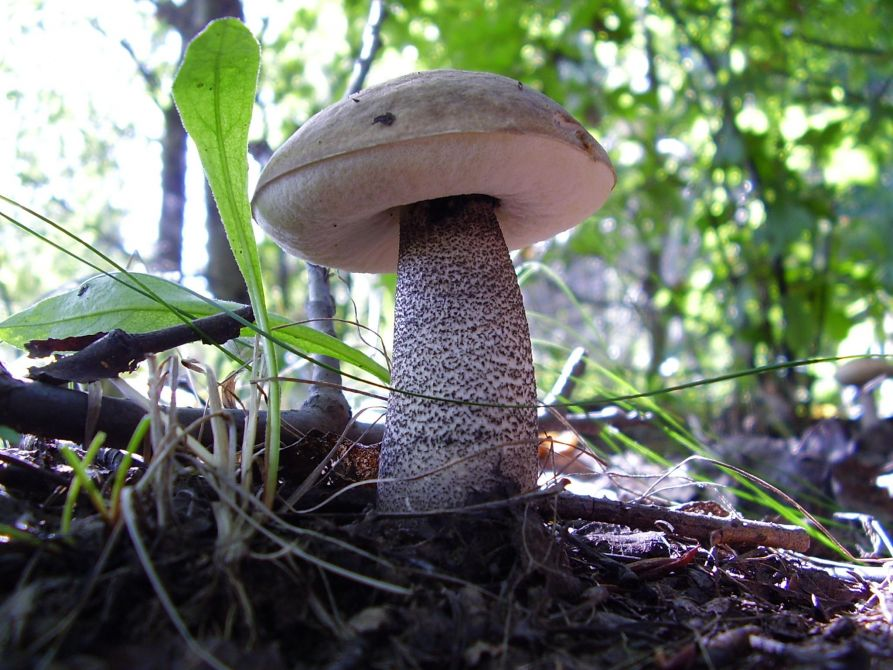
Leccinum duriusculum
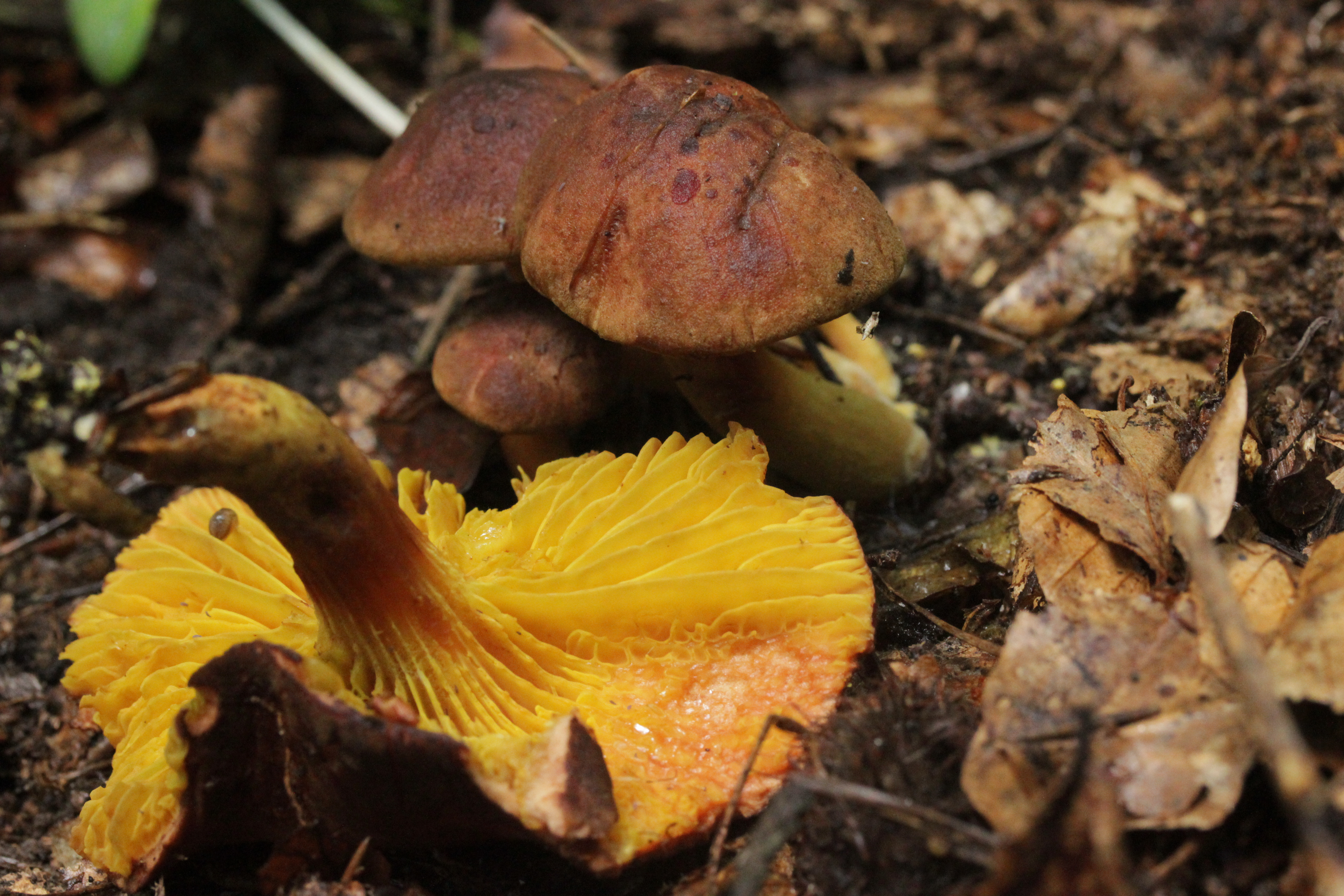
Phylloporus pelletieri
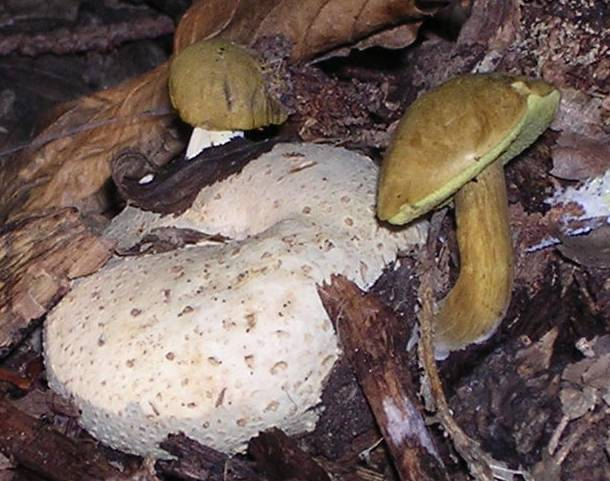
Pseudoboletus parasiticus
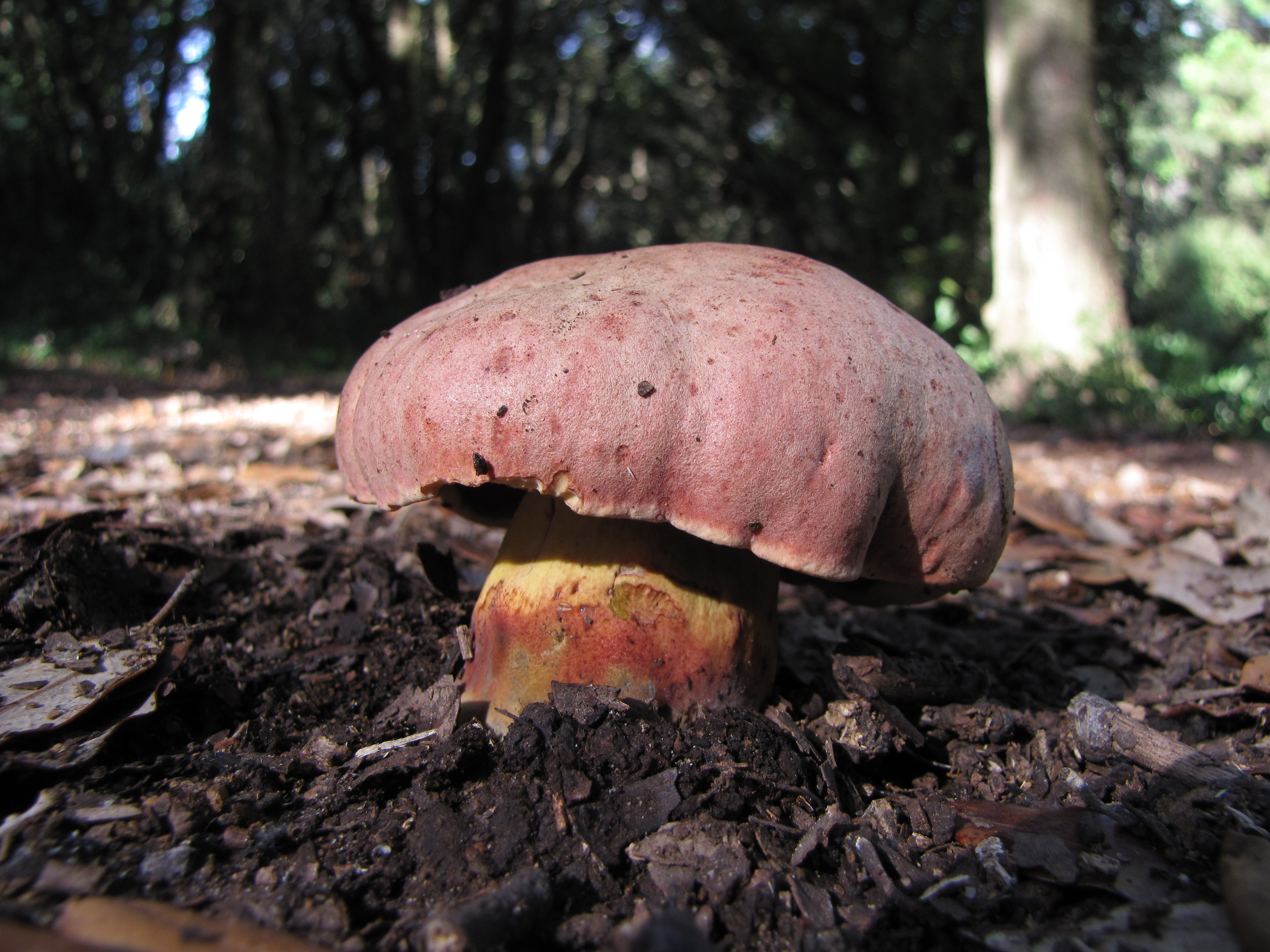
Rubroboletus lupinus
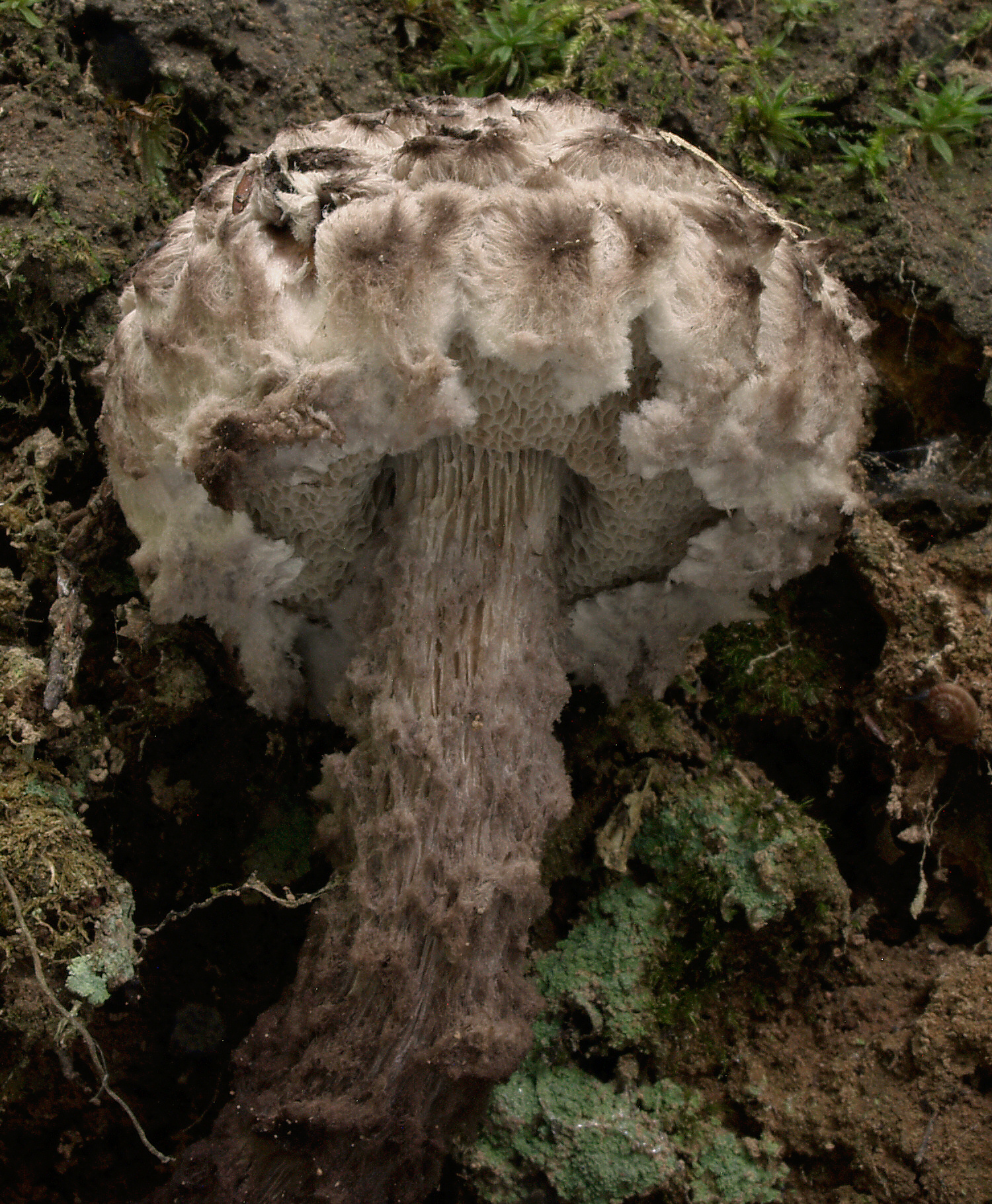
Strobilomyces strobilaceus
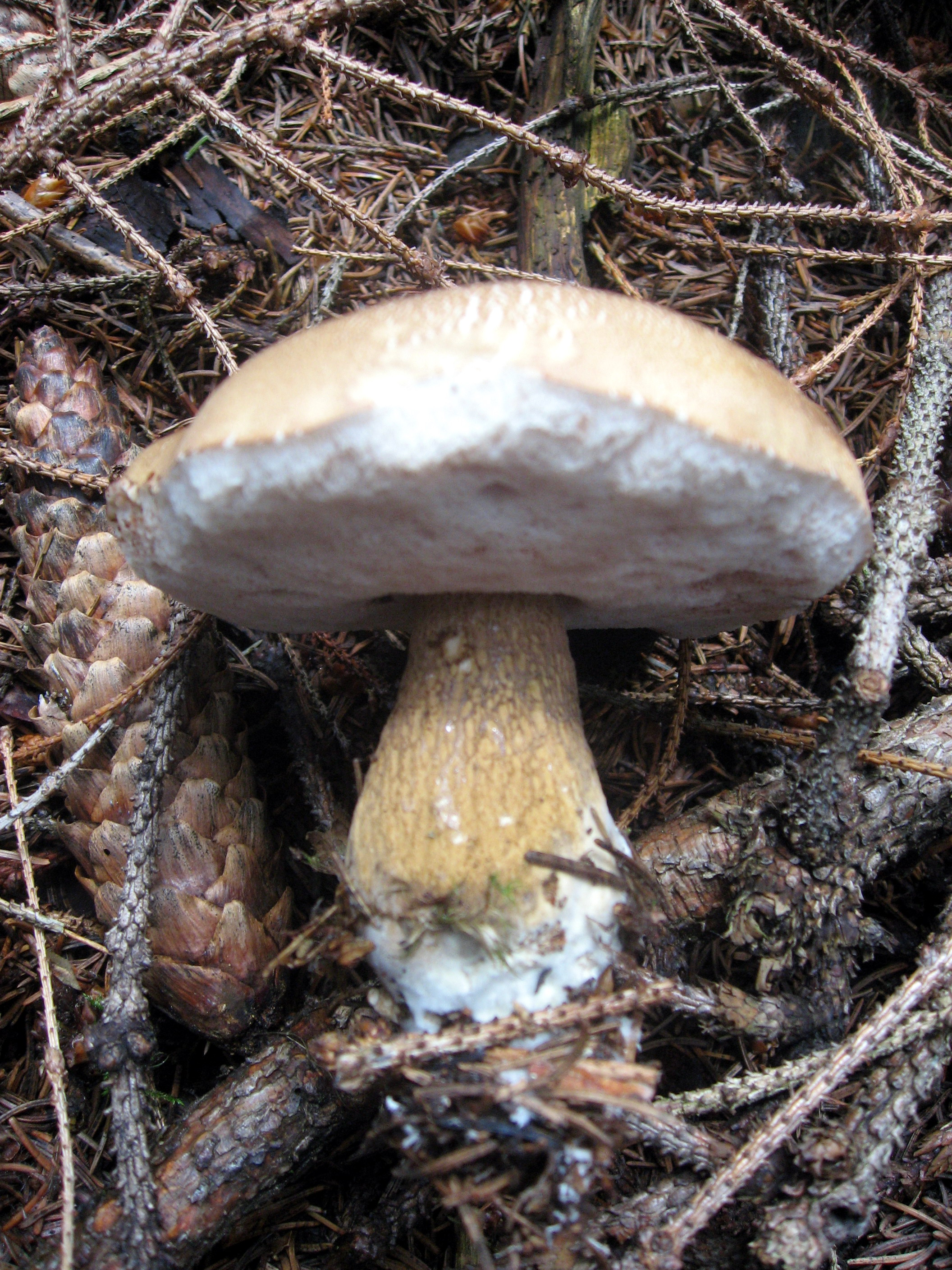
Tylopilus felleus
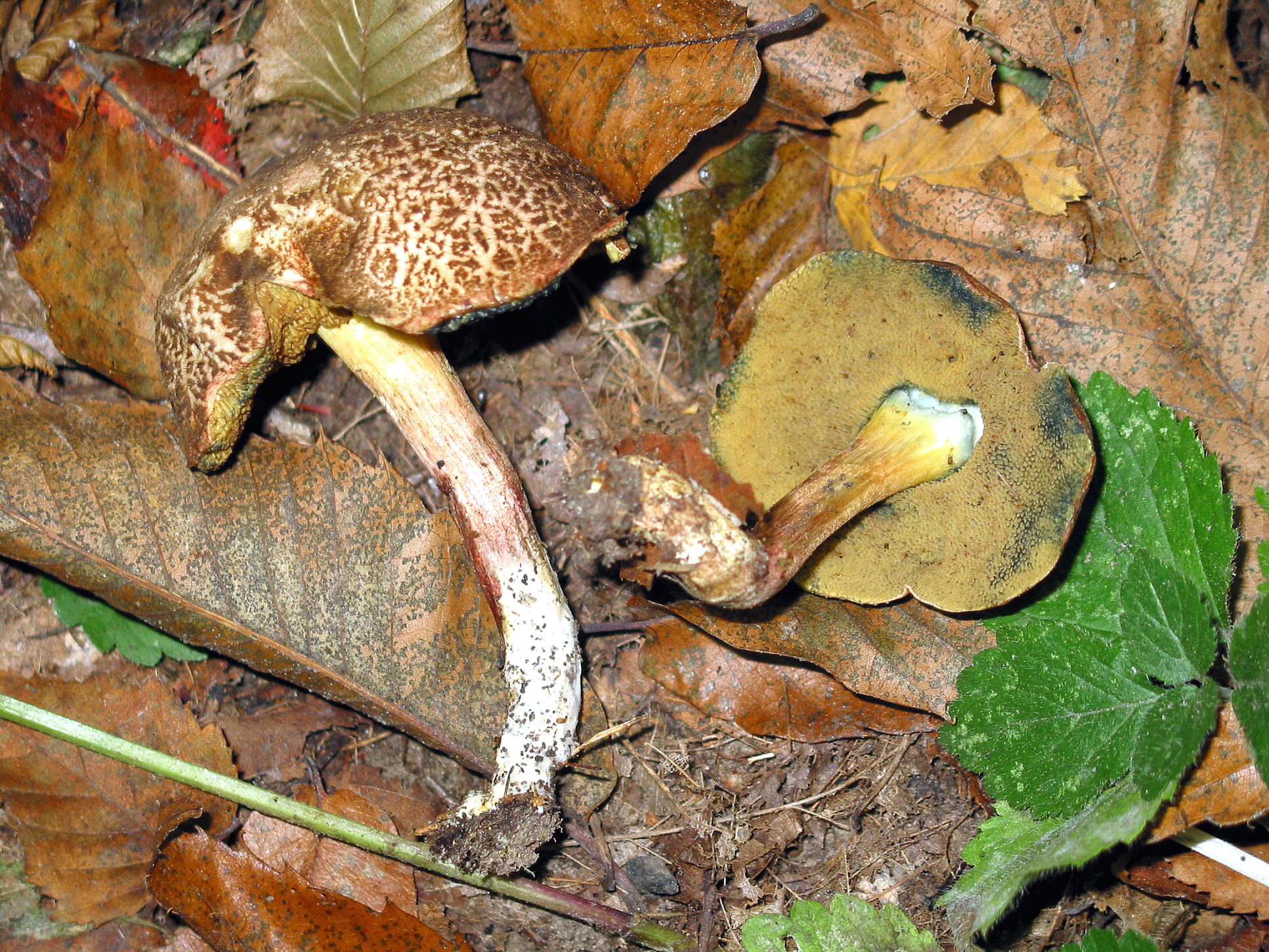
Xerocomellus chrysenteron

### Imagini din diverse familii (selecție)

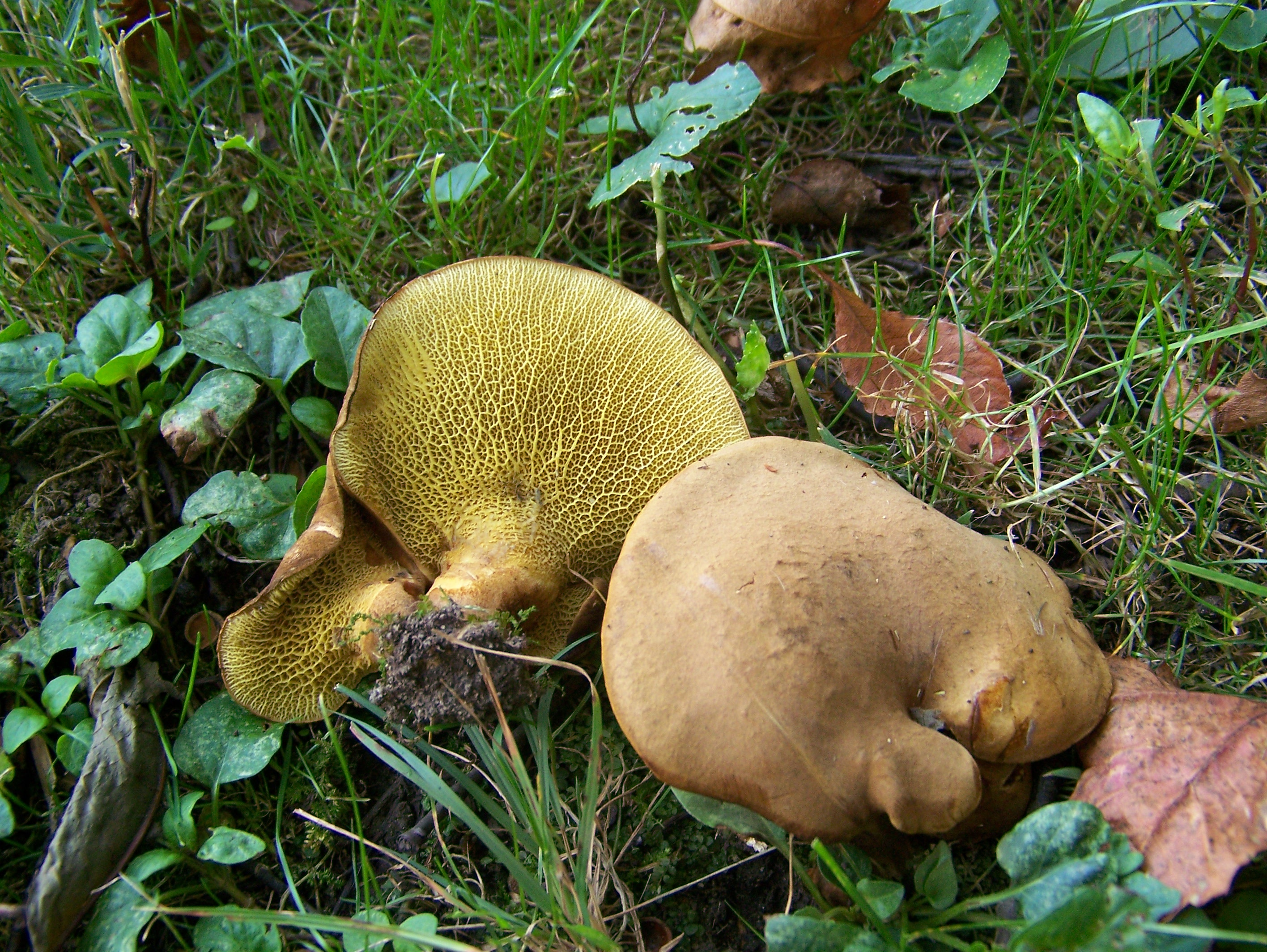
Boletinellus merulioides (Boletinellaceae)
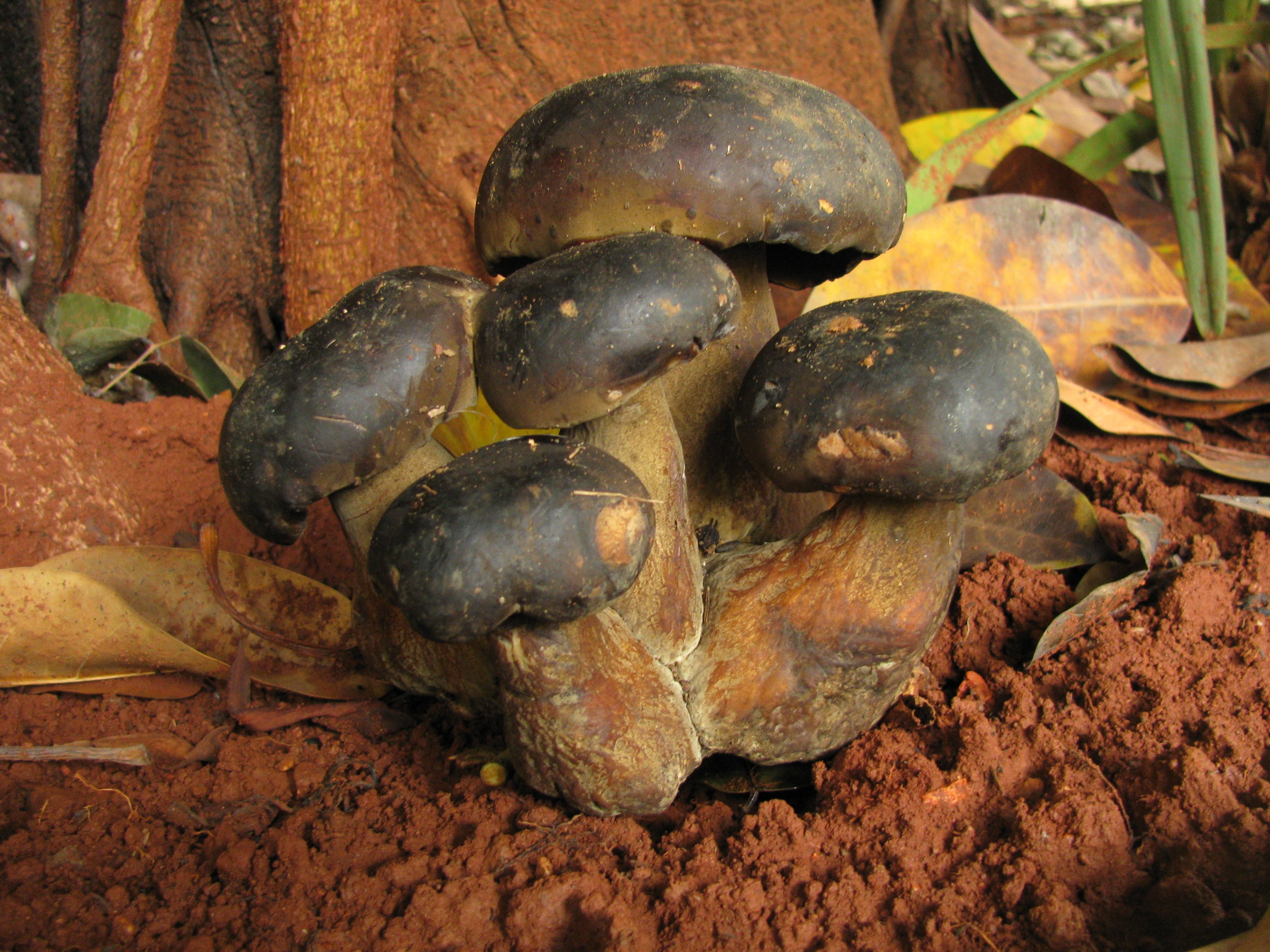
Phlebopus portentosus (Boletinellaceae)
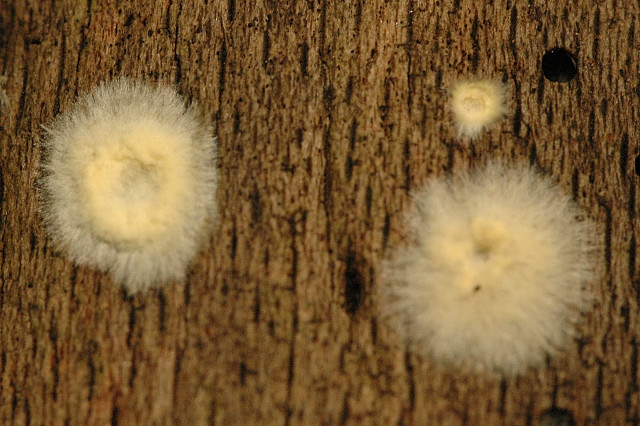
Coniophora.puteana (Coniophora)
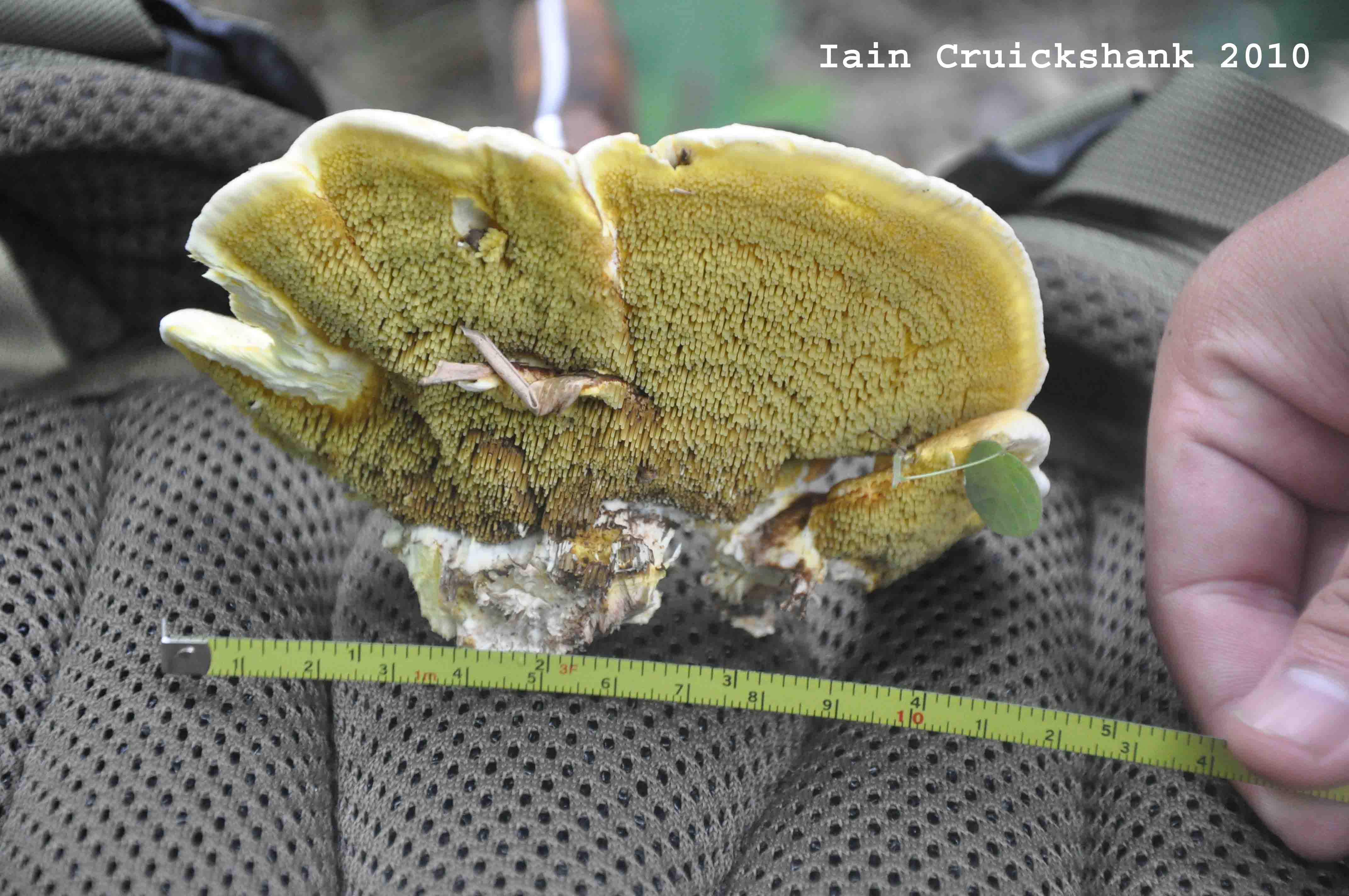
Gyrodontium sacchari (Coniophora)
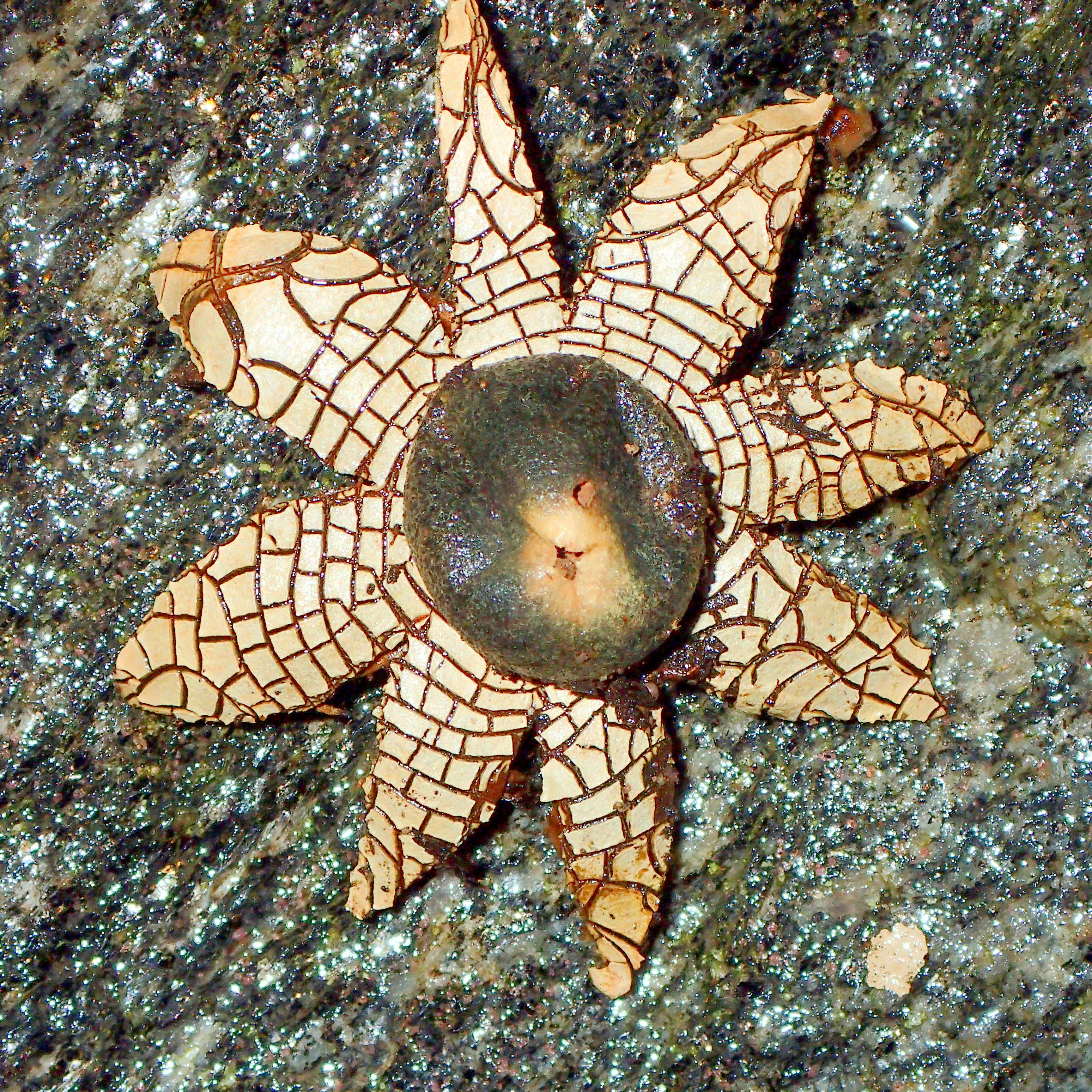
Astraeus hygrometricus (Diplocystaceae)
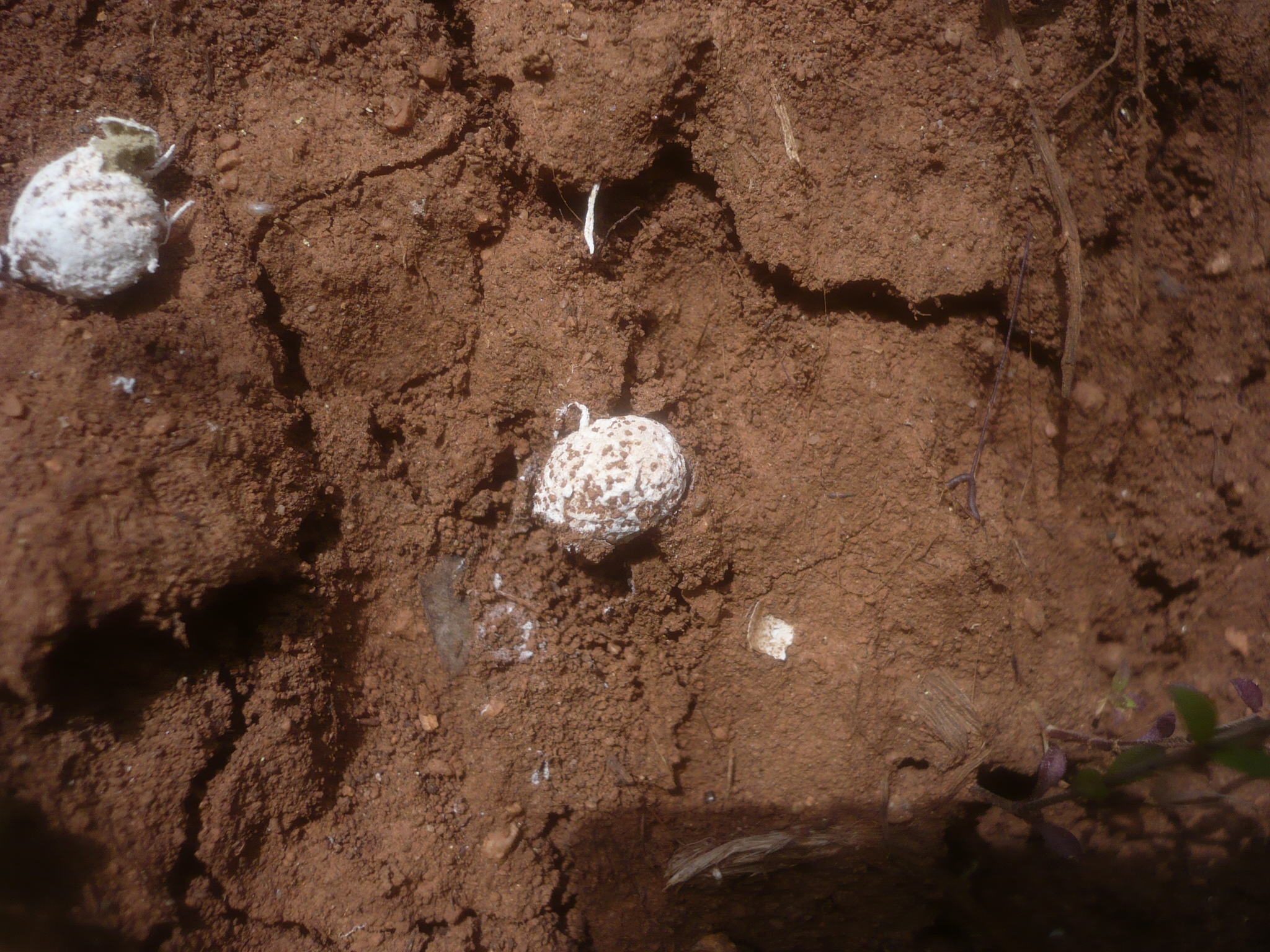
Gastrosporium simplex (Gastrosporiaceae)
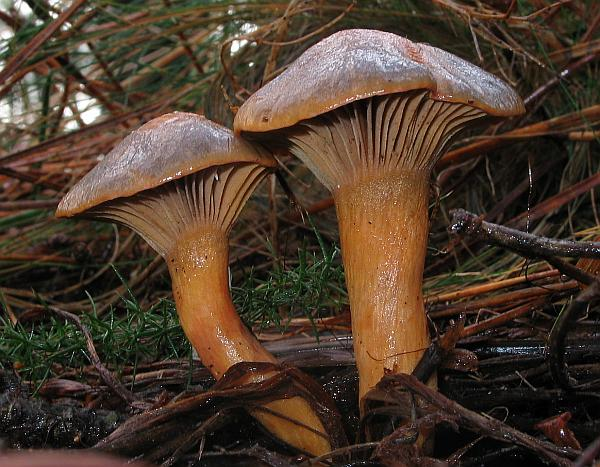
Chroogomphus rutilus (Gomphidiaceae)
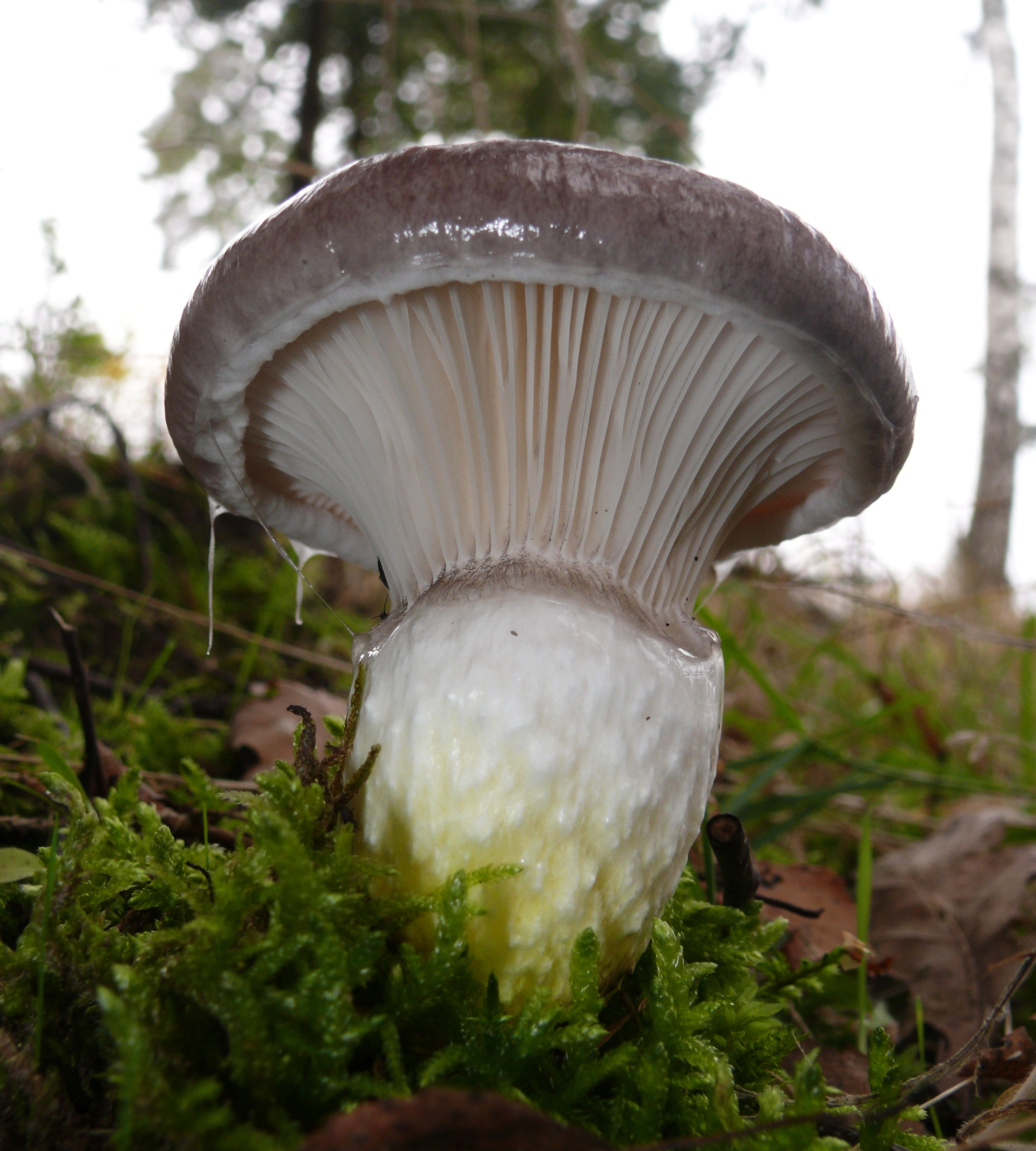
Gomphidius glutinosus (Gomphidiaceae)
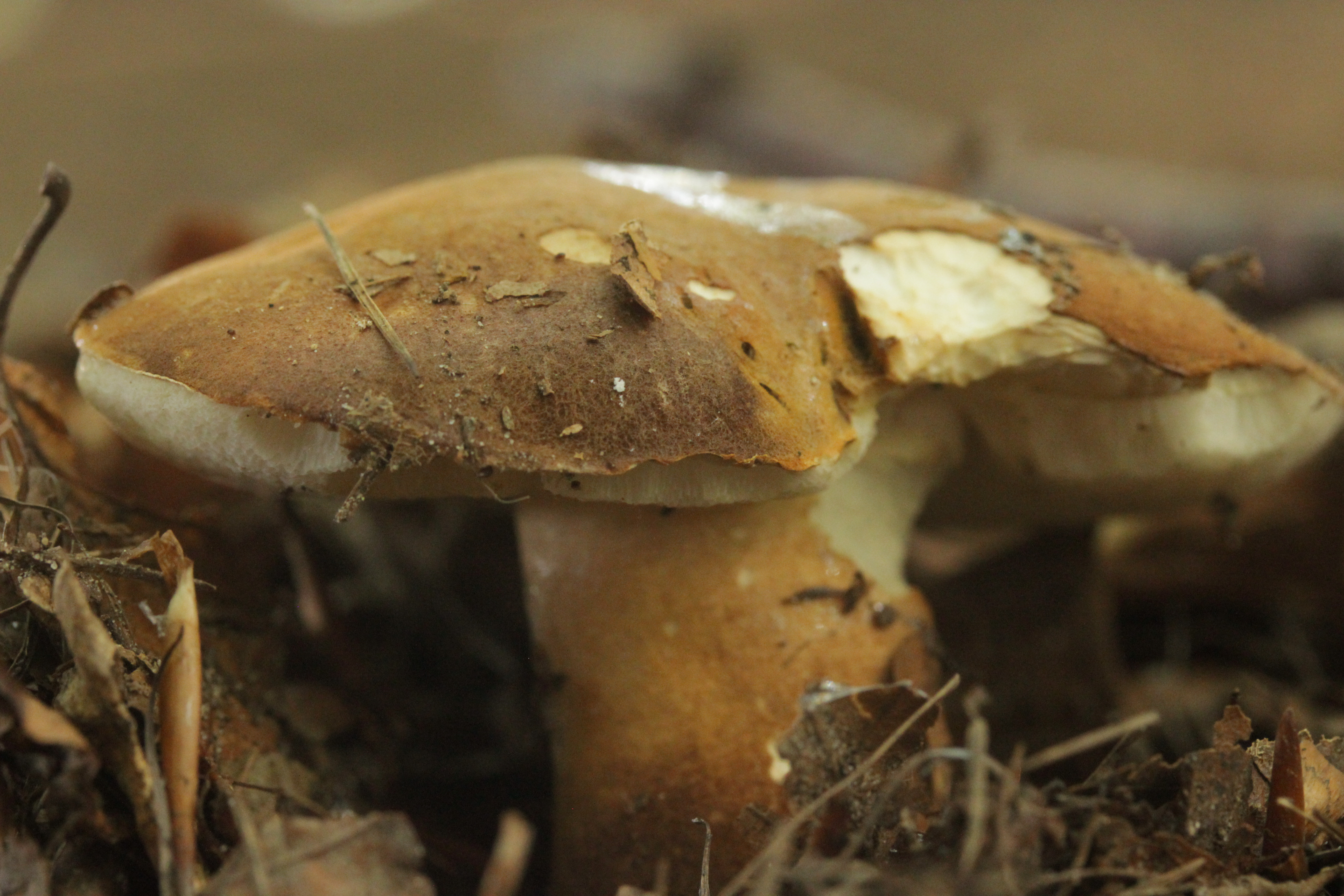
Gyrosporus castaneus (Gyroporaceae)
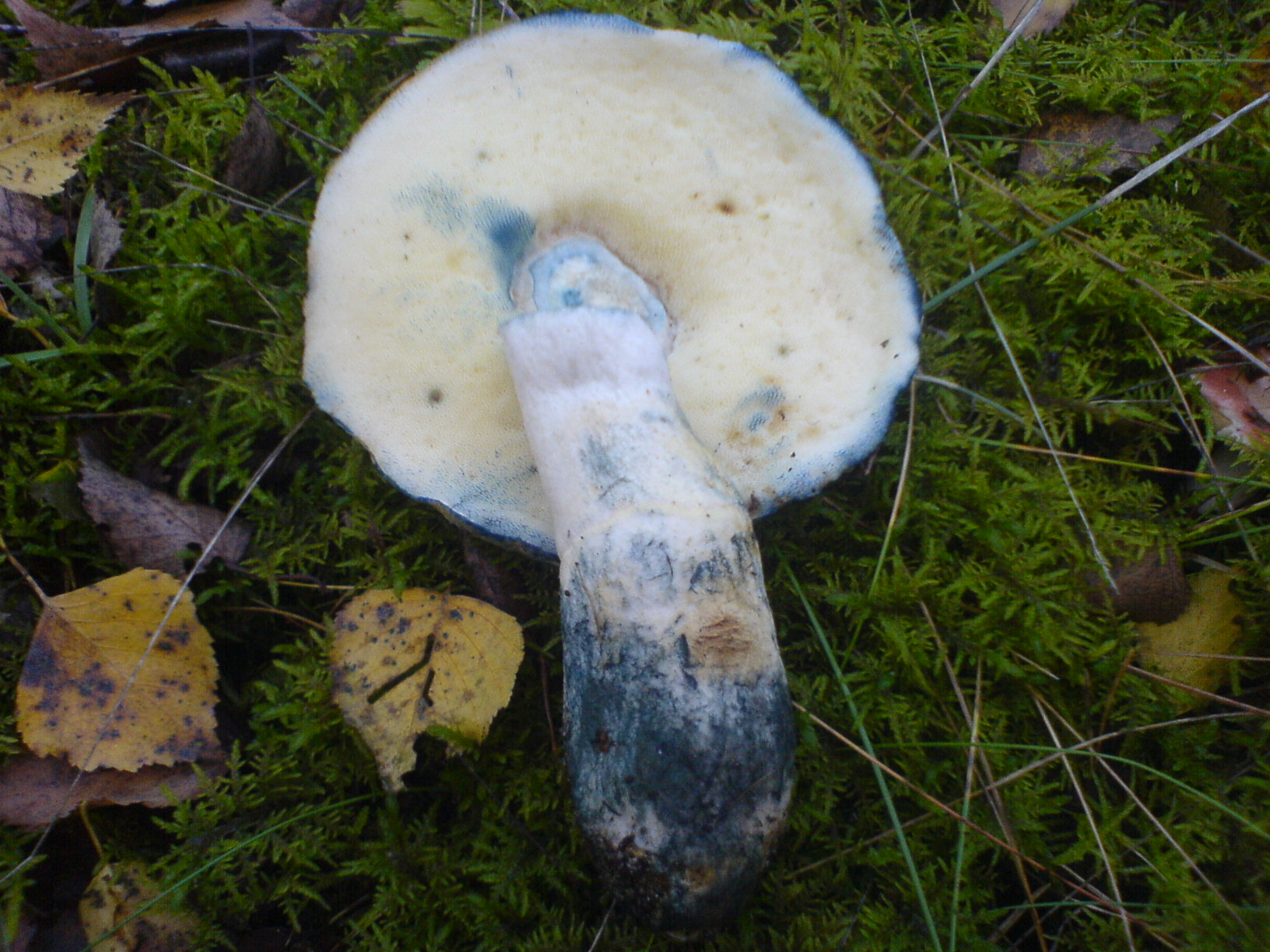
Gyroporus cyanescens (Gyroporaceae)

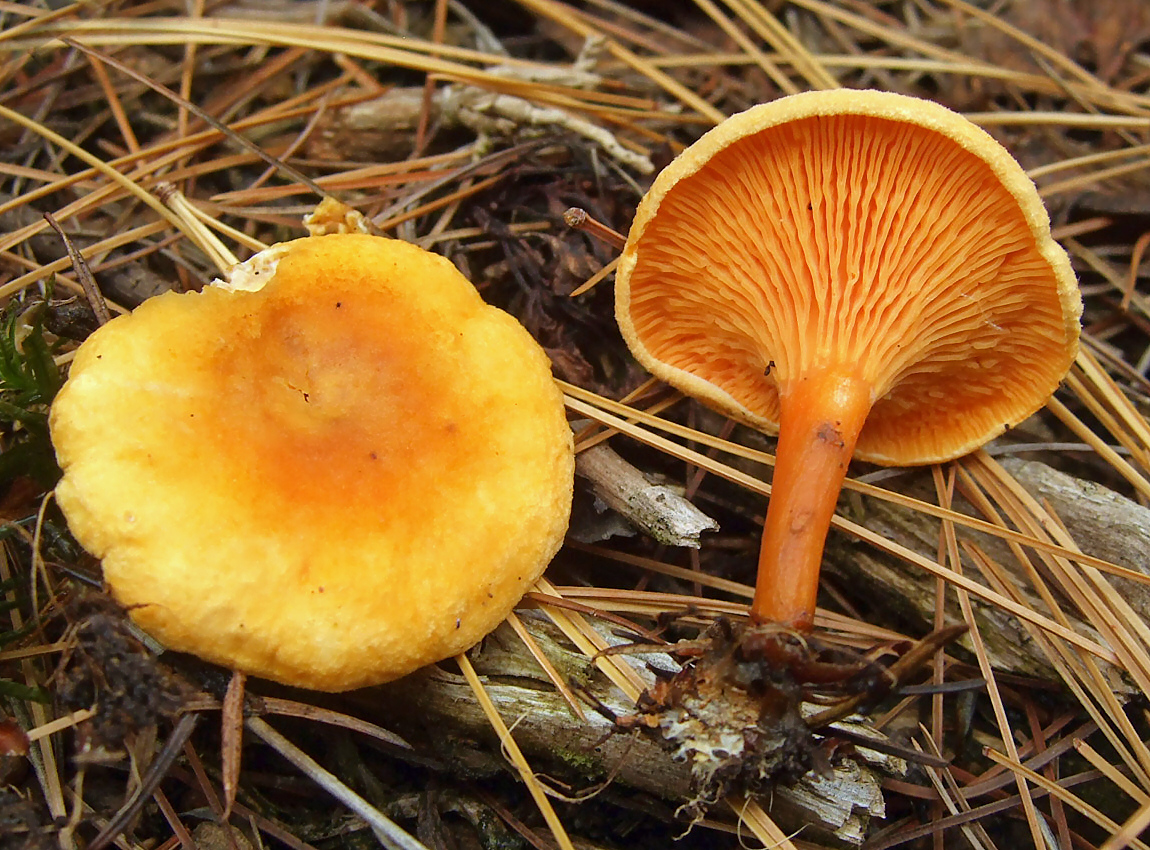
Hygrophoropsis aurantiaca (Hygrophoropsidaceae)
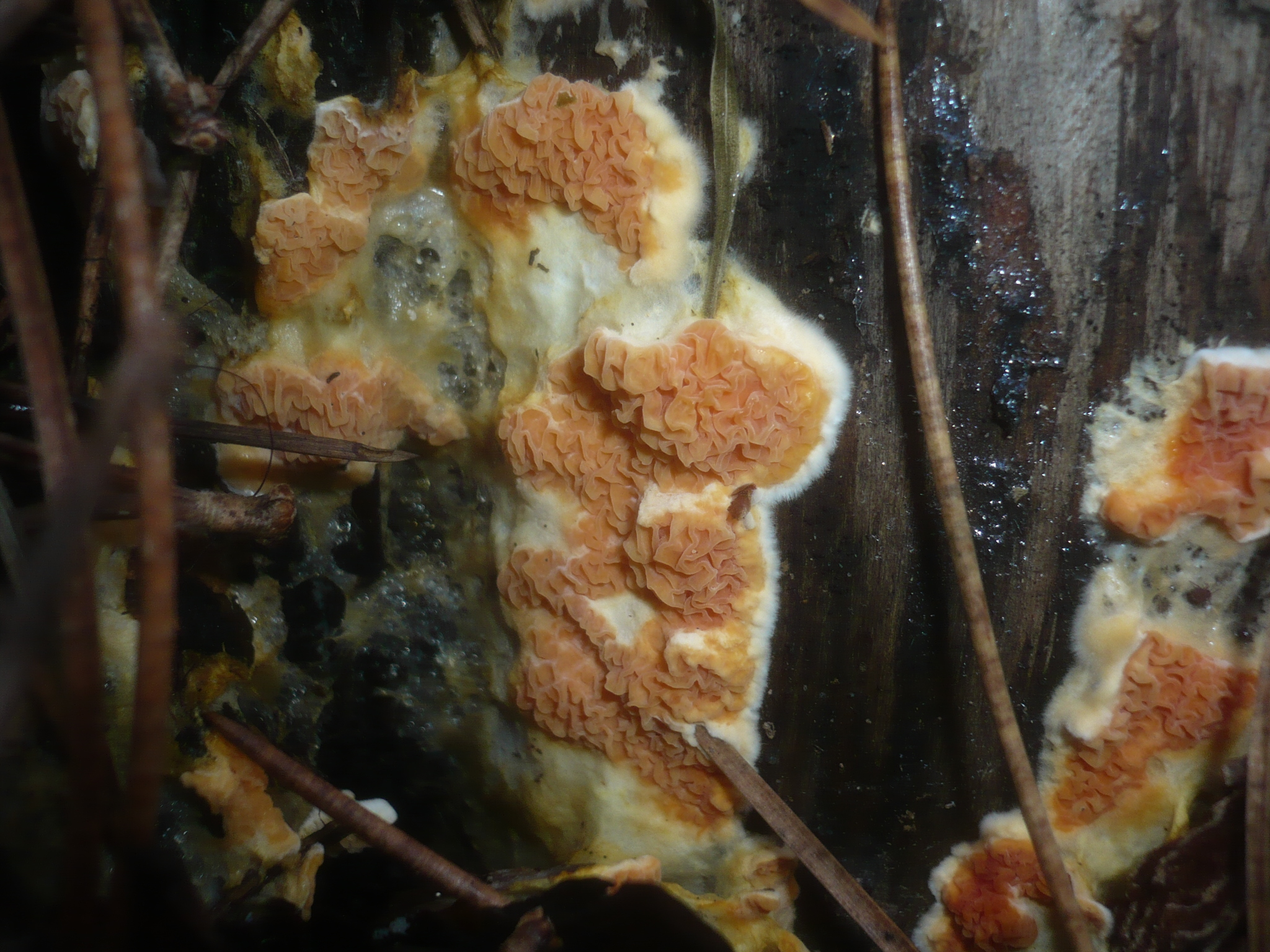
Leucogyrophana mollusca (Hygrophoropsidaceae)
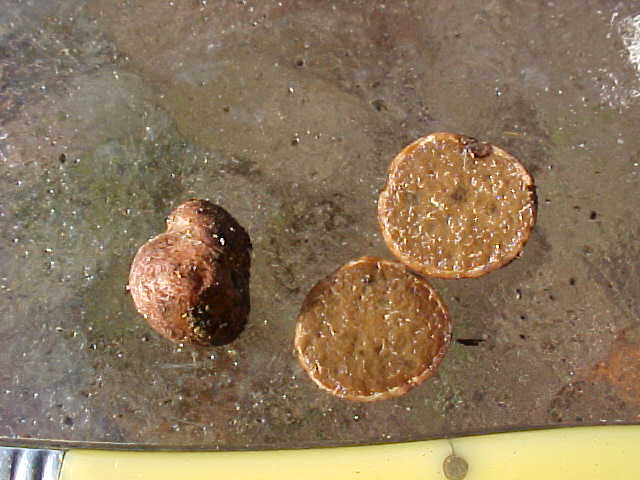
Alpova diplophloeus 17479 (Paxillaceae)
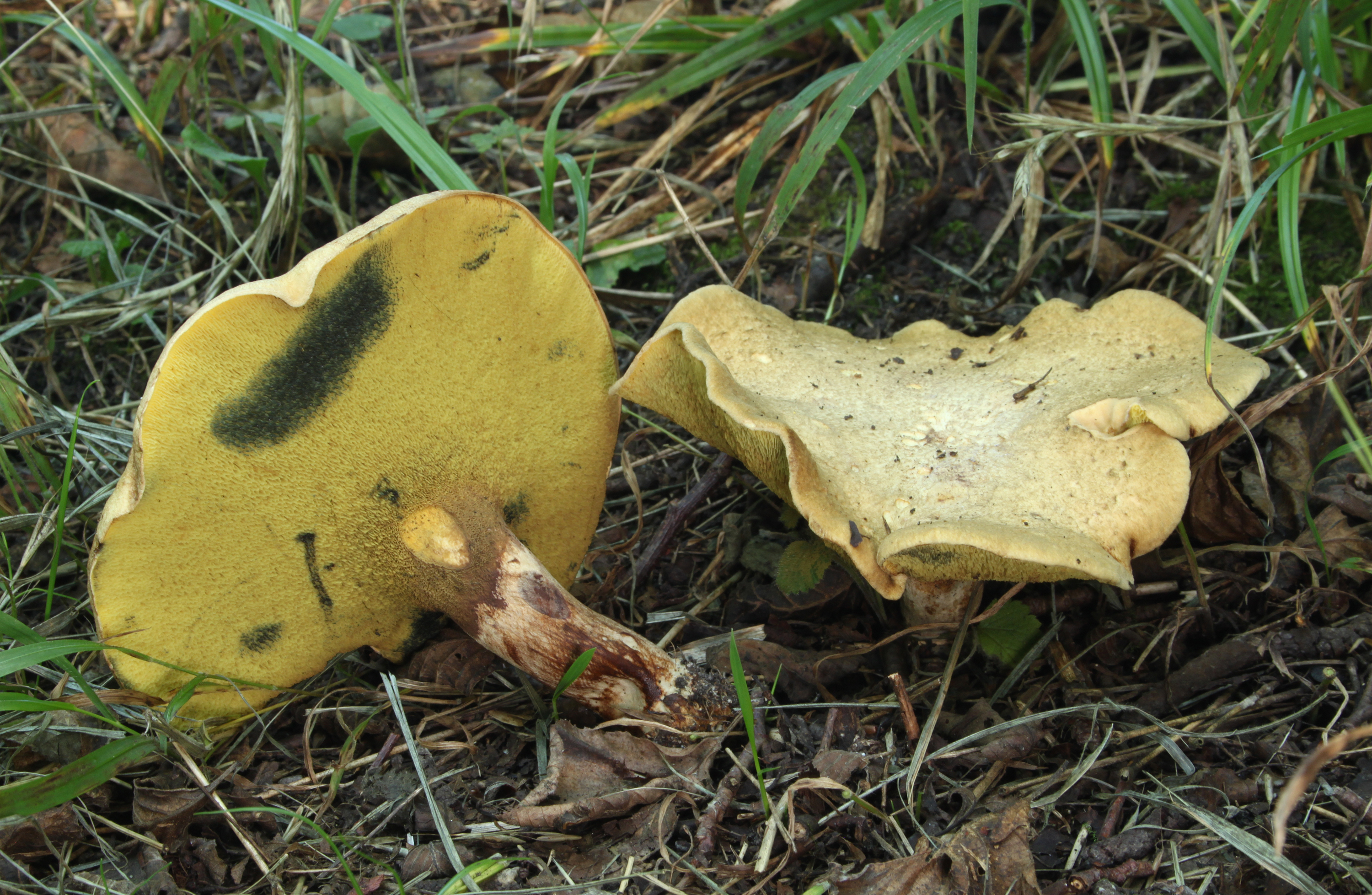
Gyrodon lividus (Paxillaceae)
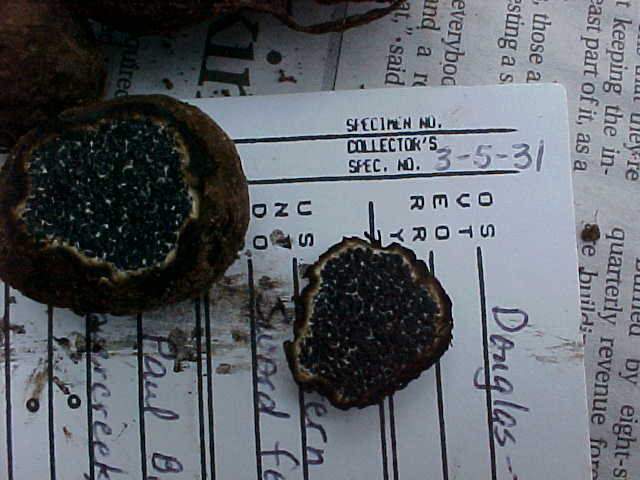
Melanogaster tuberiformis (Paxillaceae)
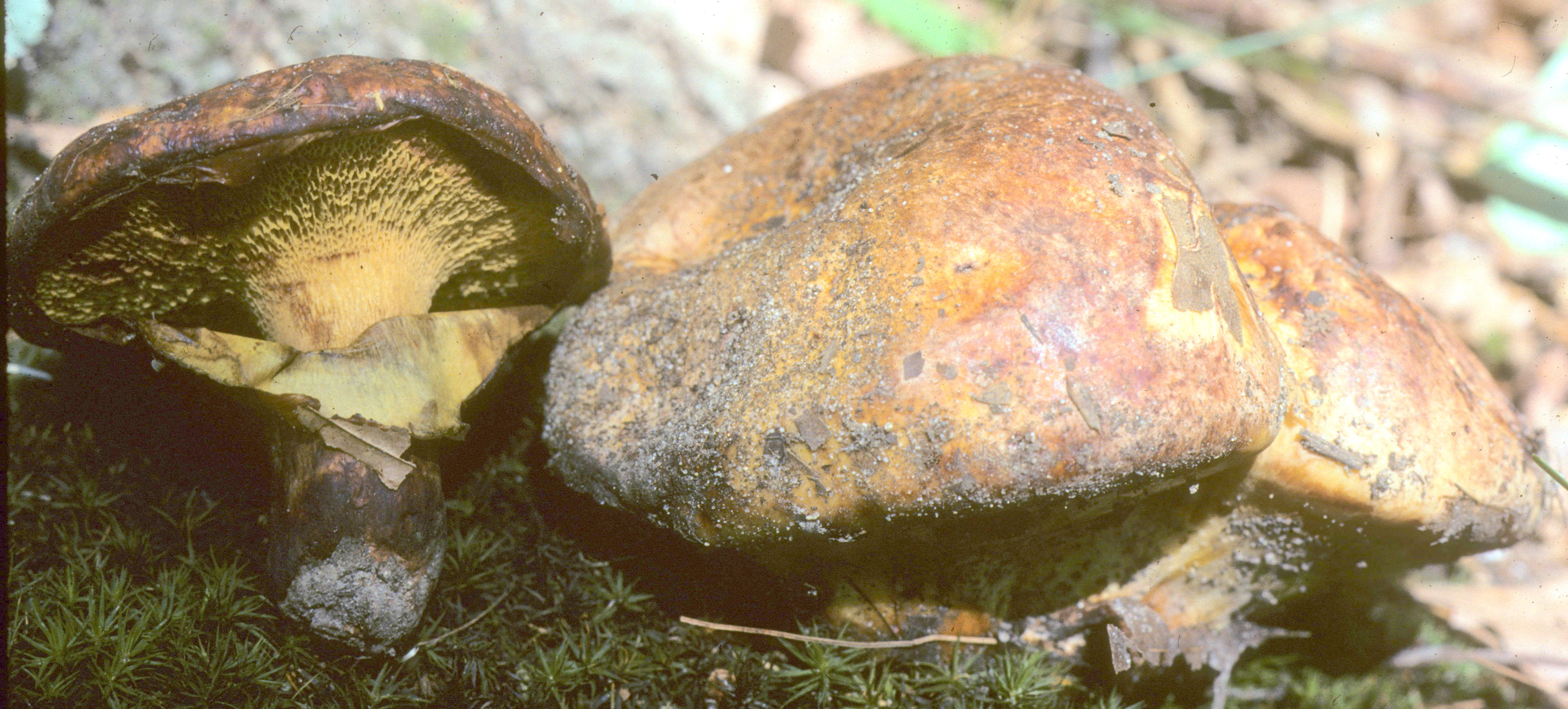
Paragyrodon sphaerosporus (Paxillaceae)
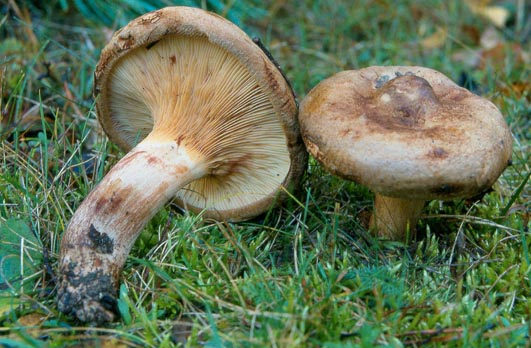
Paxillus involutus (Paxillaceae)
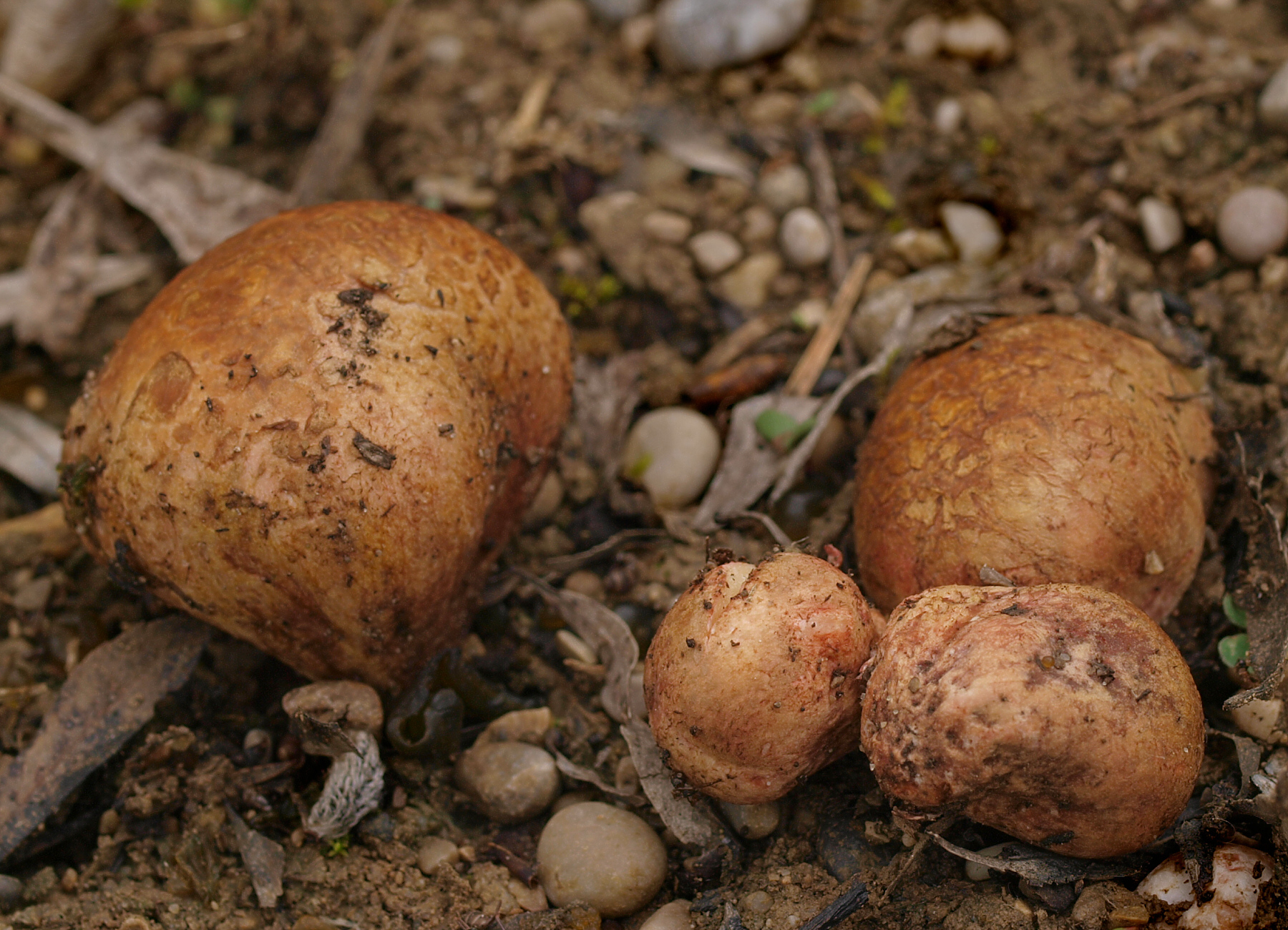
Rhizopogon roseolus (Rhizopogonaceae)
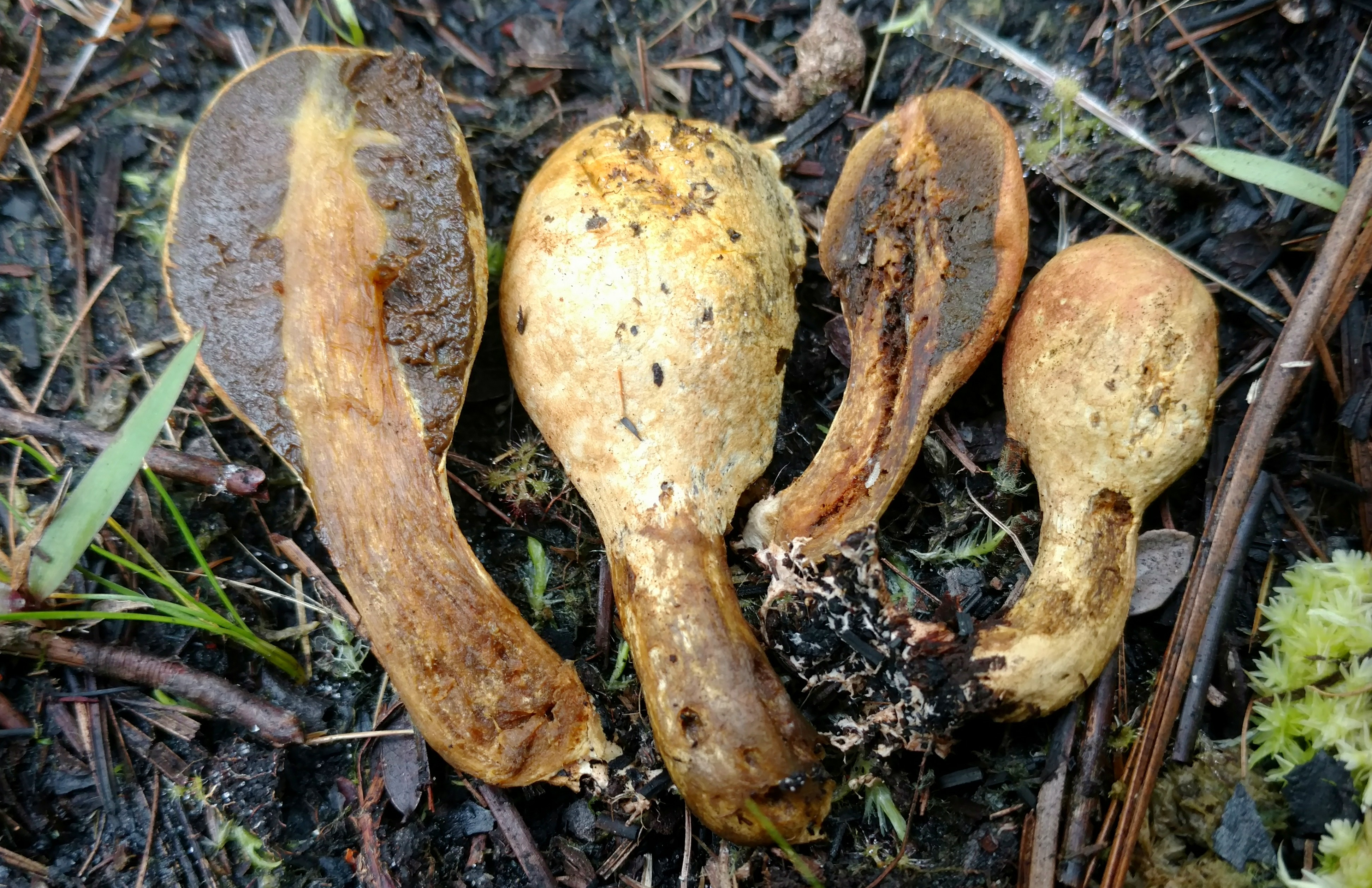
Rhopalogaster transversarium (Rhizopogonaceae)
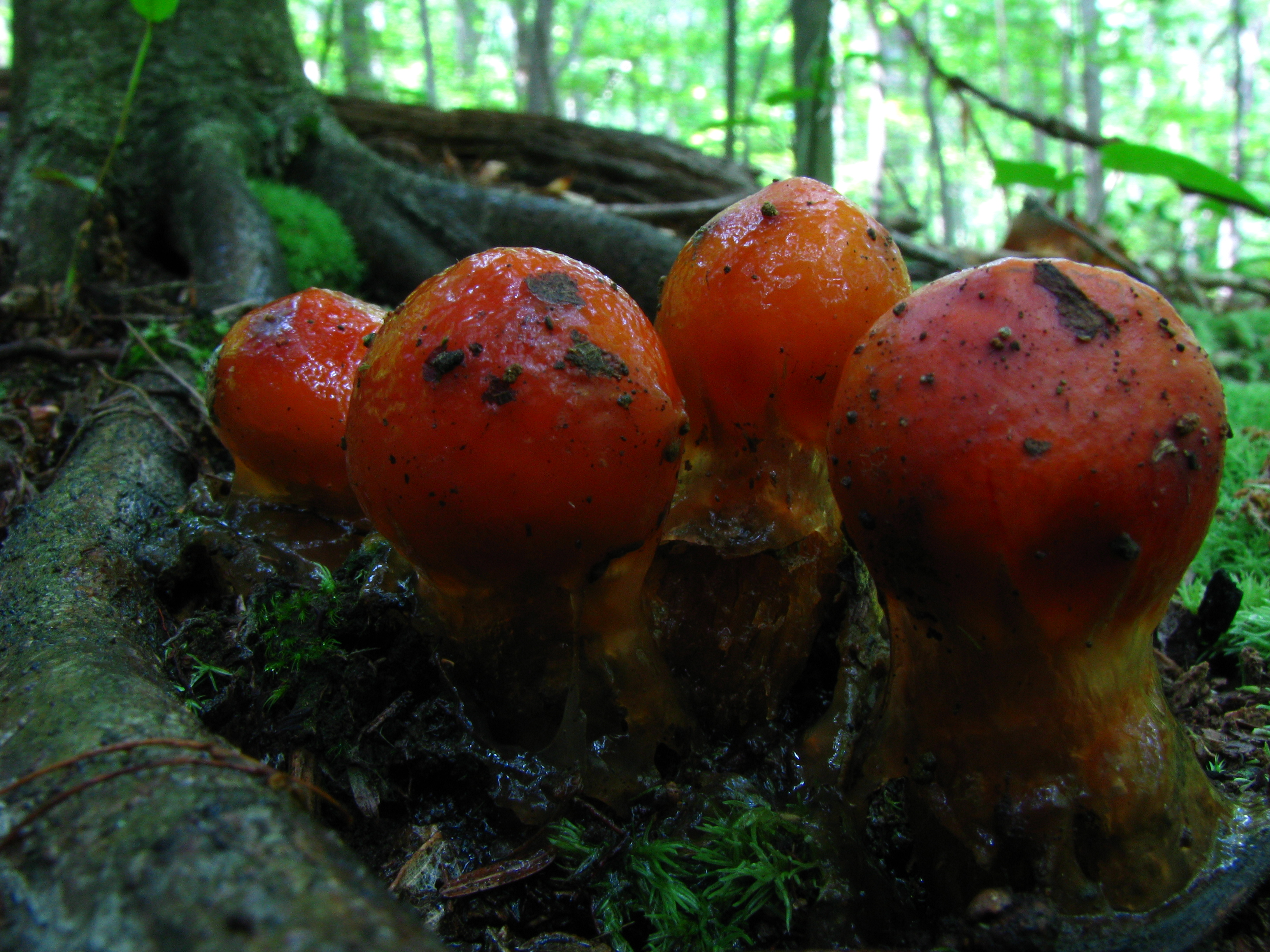
Calostoma cinnabarina (Sclerodermataceae)

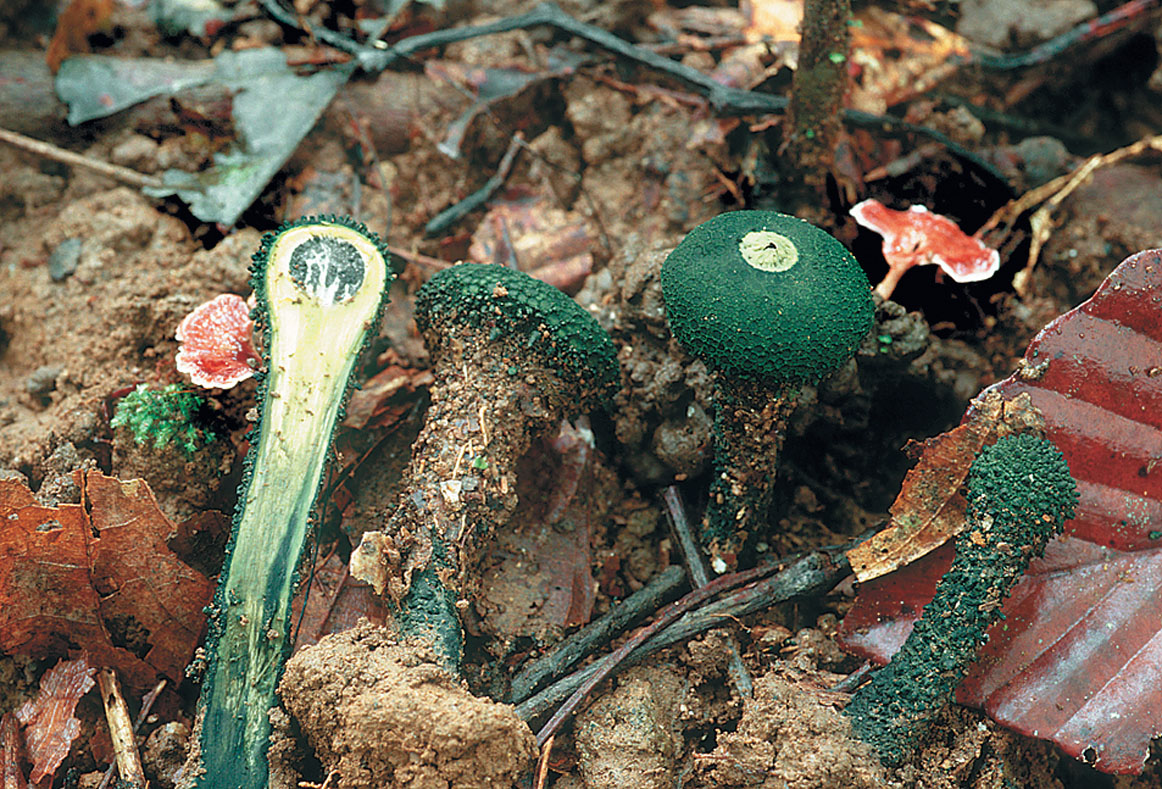
Chlorogaster dipterocarpi (Sclerodermataceae)
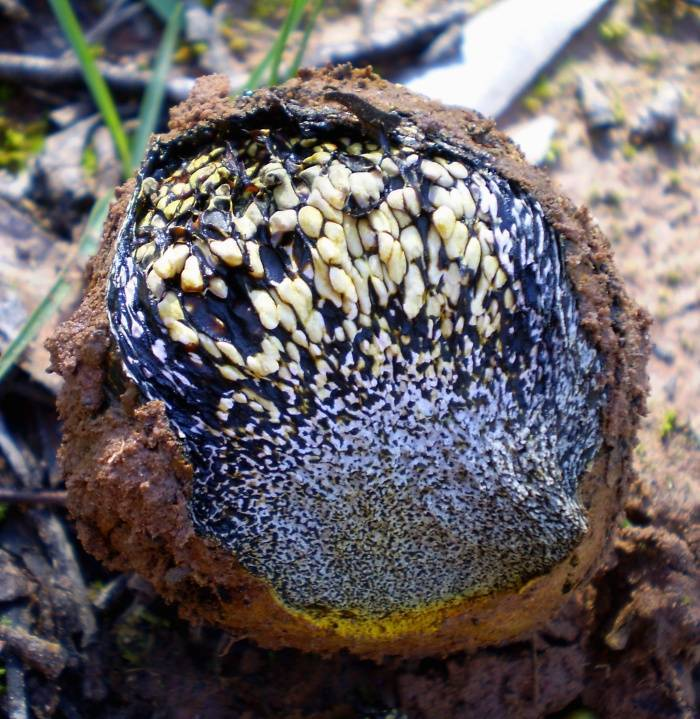
Pisolithus arrhizus (Sclerodermataceae)
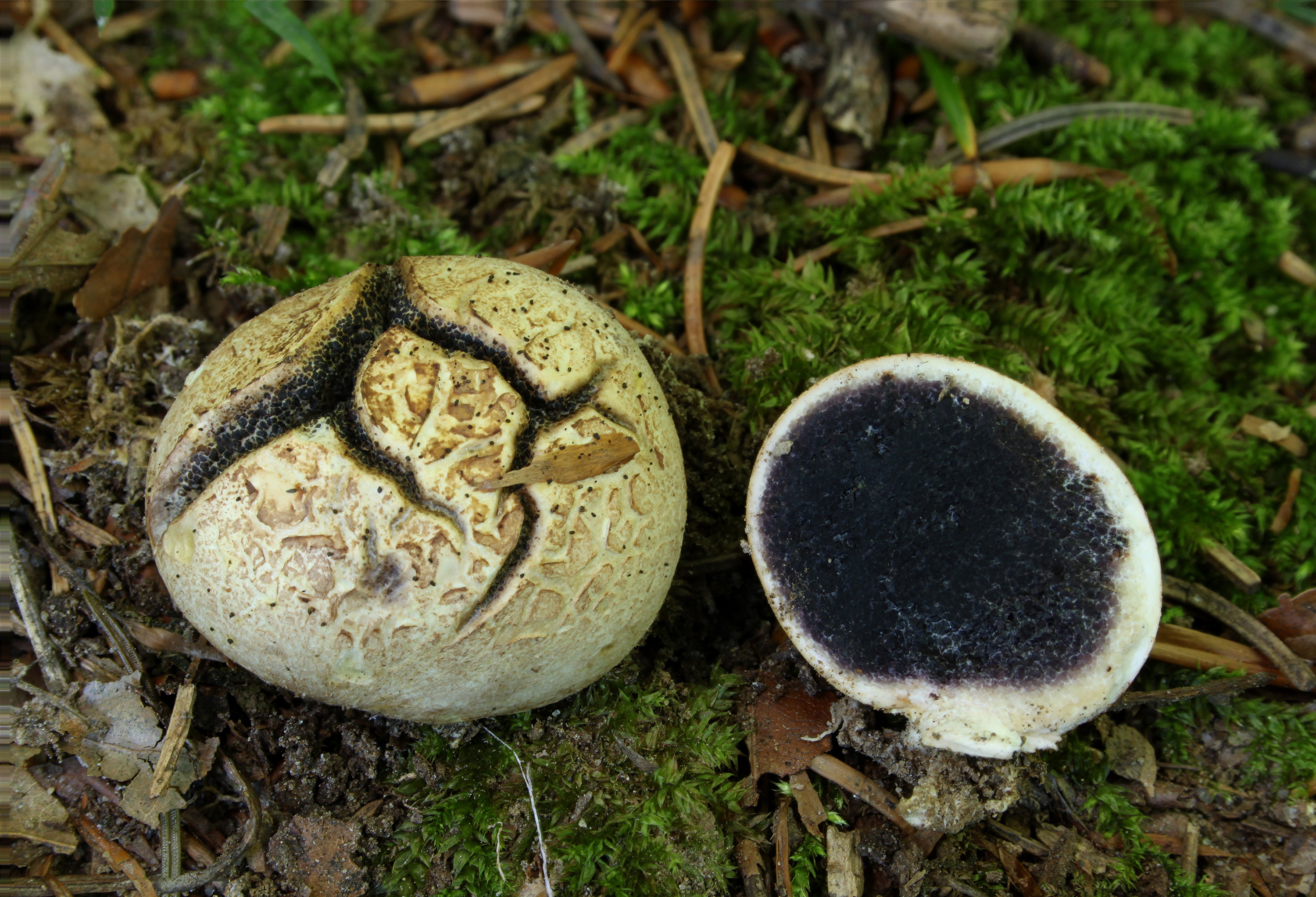
Scleroderma citrinum (Sclerodermataceae)
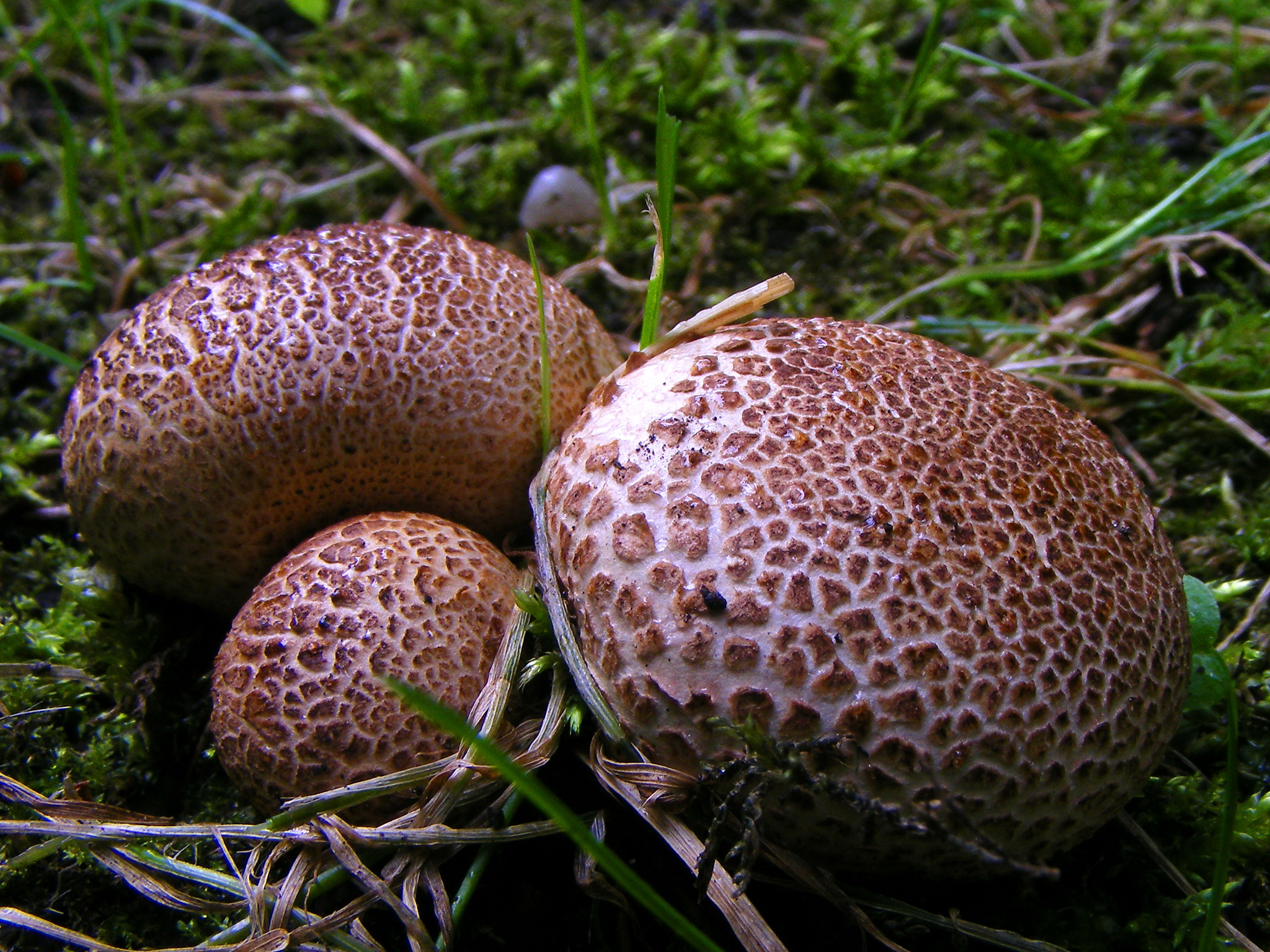
Scleroderma verrucosum (Sclerodermataceae)
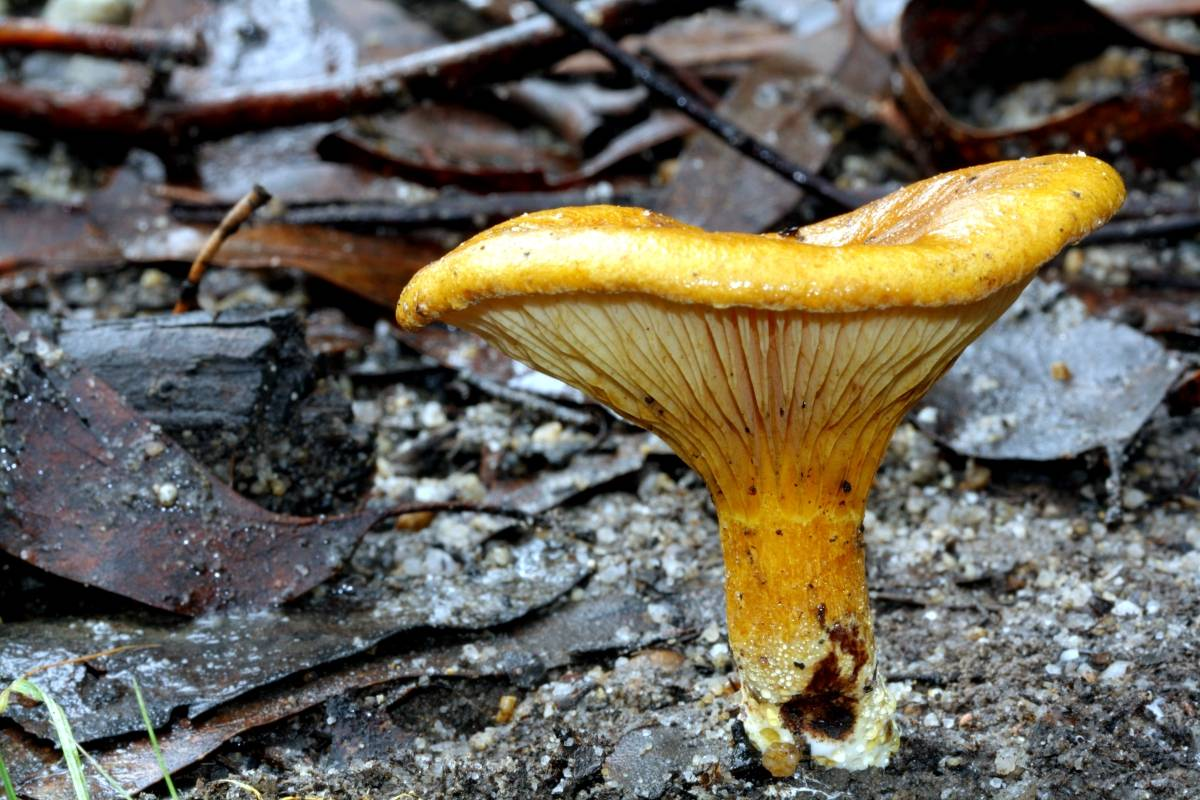
Austropaxillus infundibuliformis (Serpulaceae)
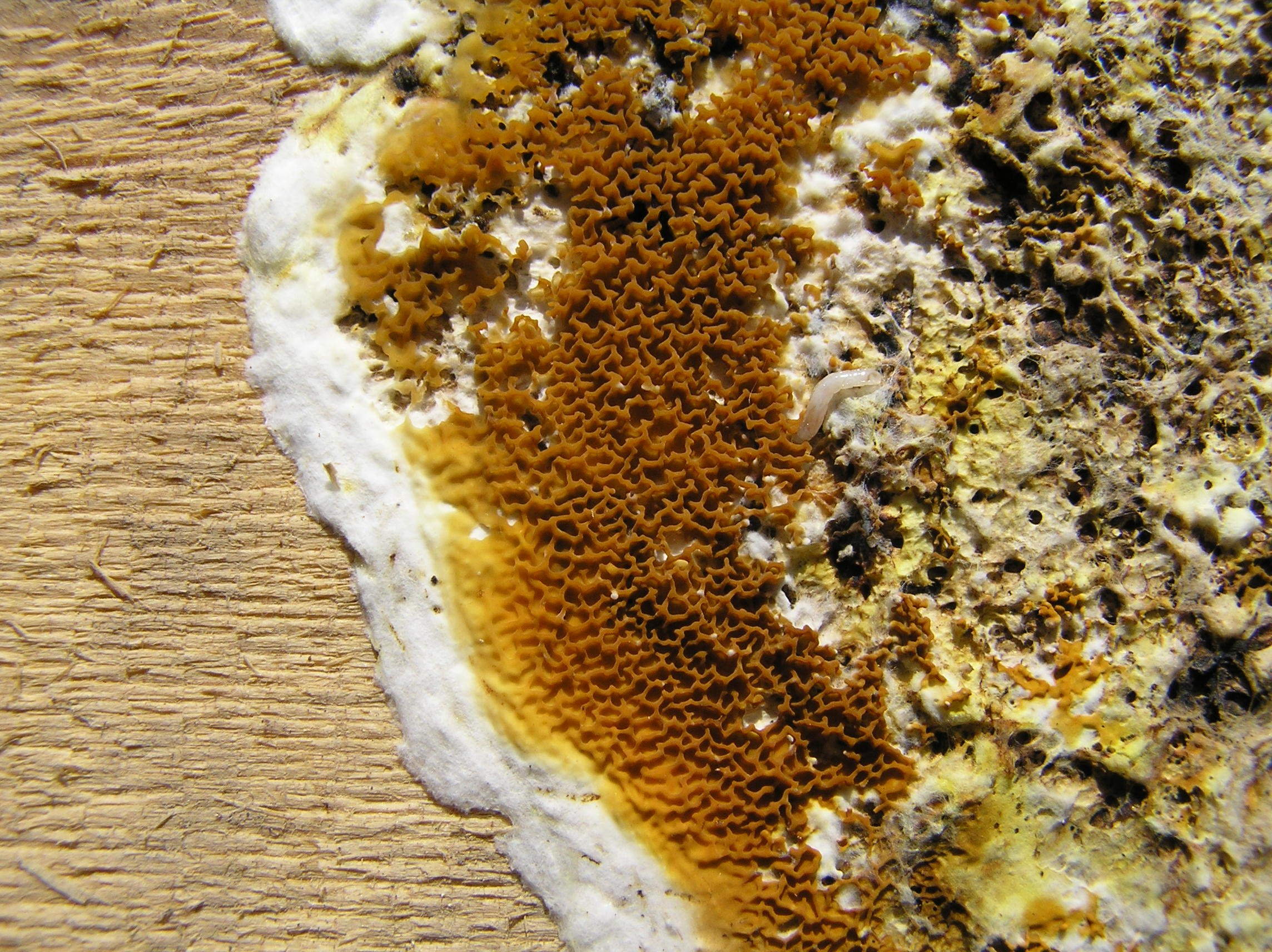
Serpula lacrymans (Serpulaceae)
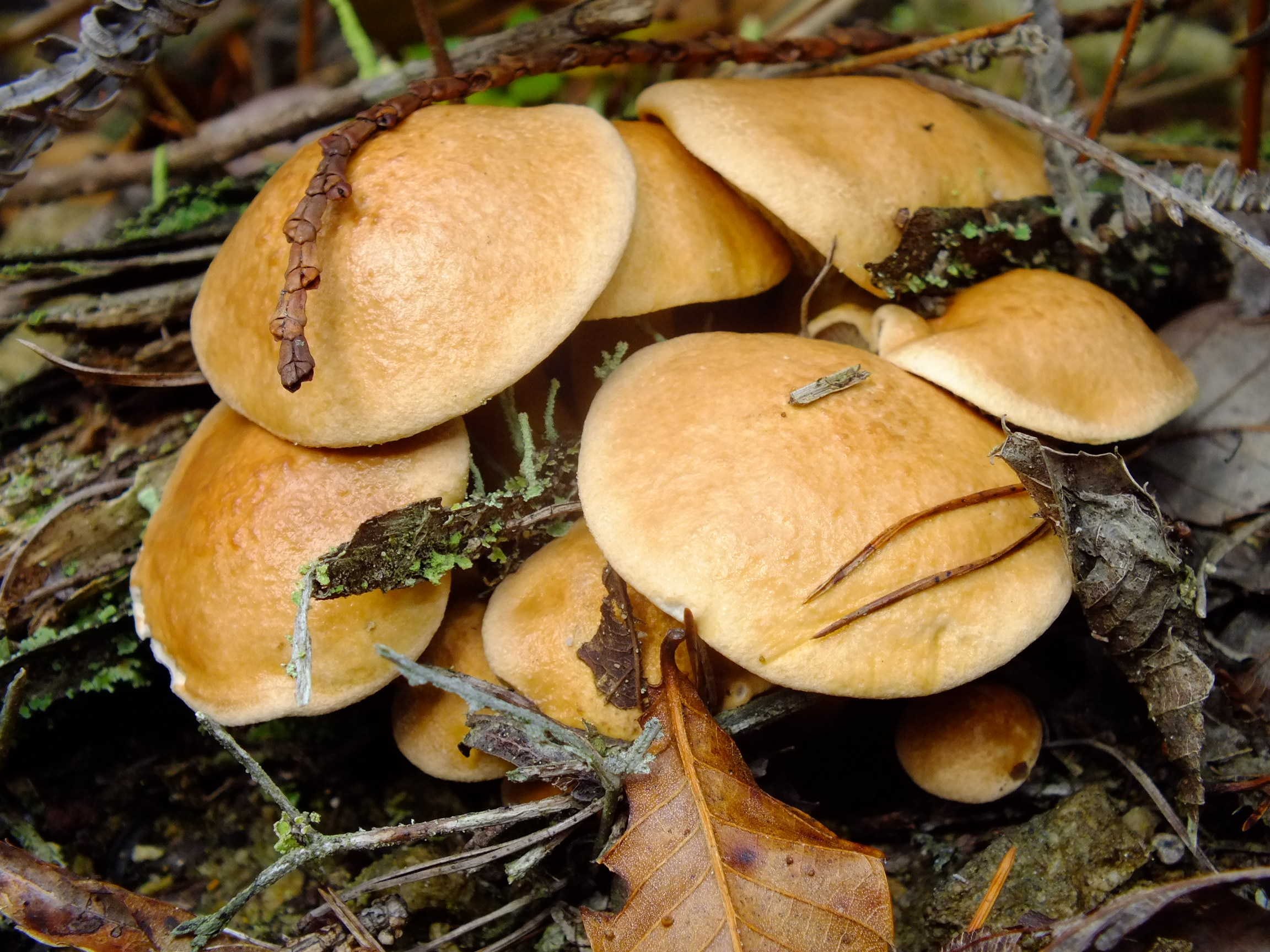
Suillus bovinus (Suillaceae)
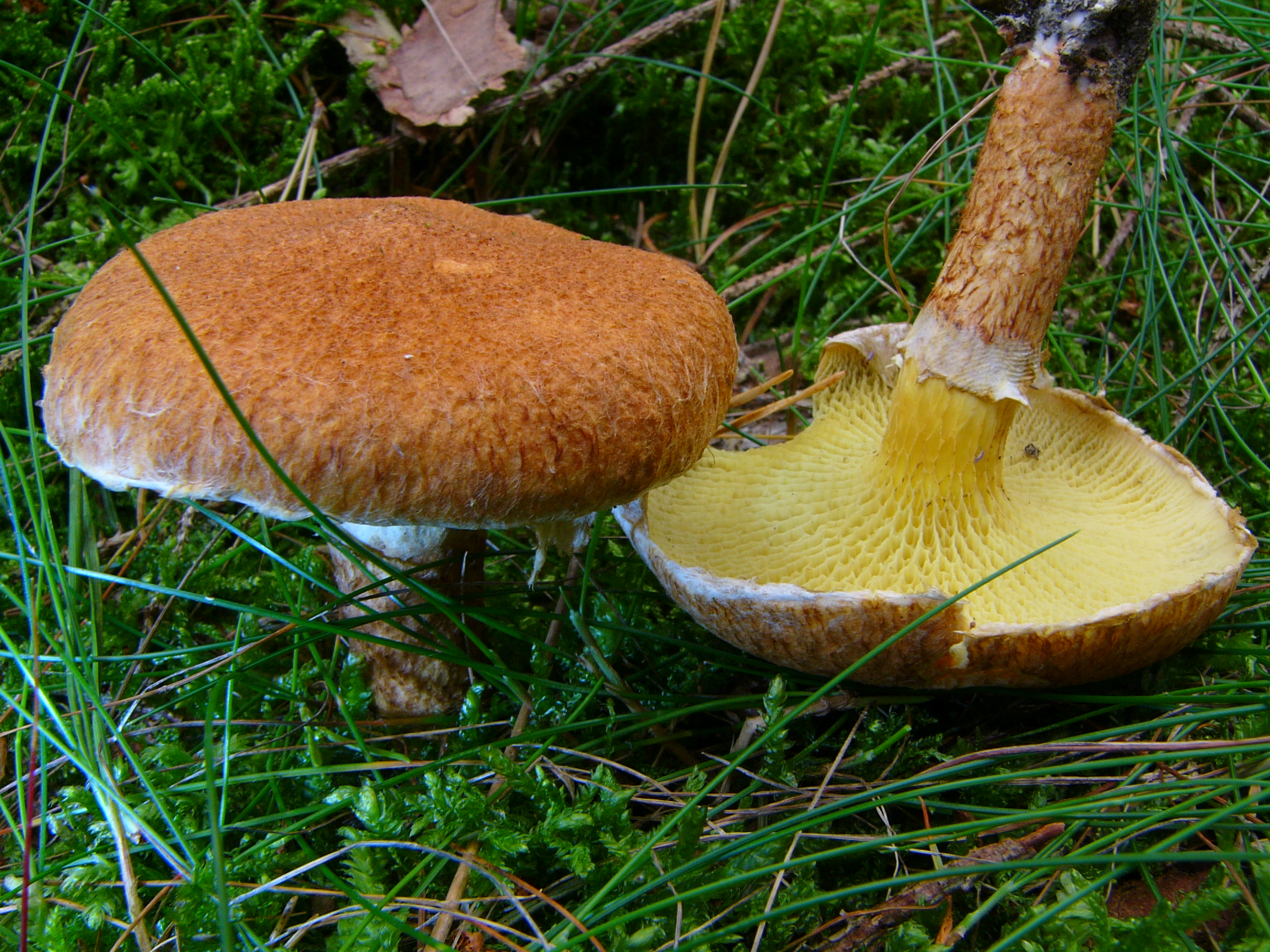
Suillus cavipes (Suillaceae)
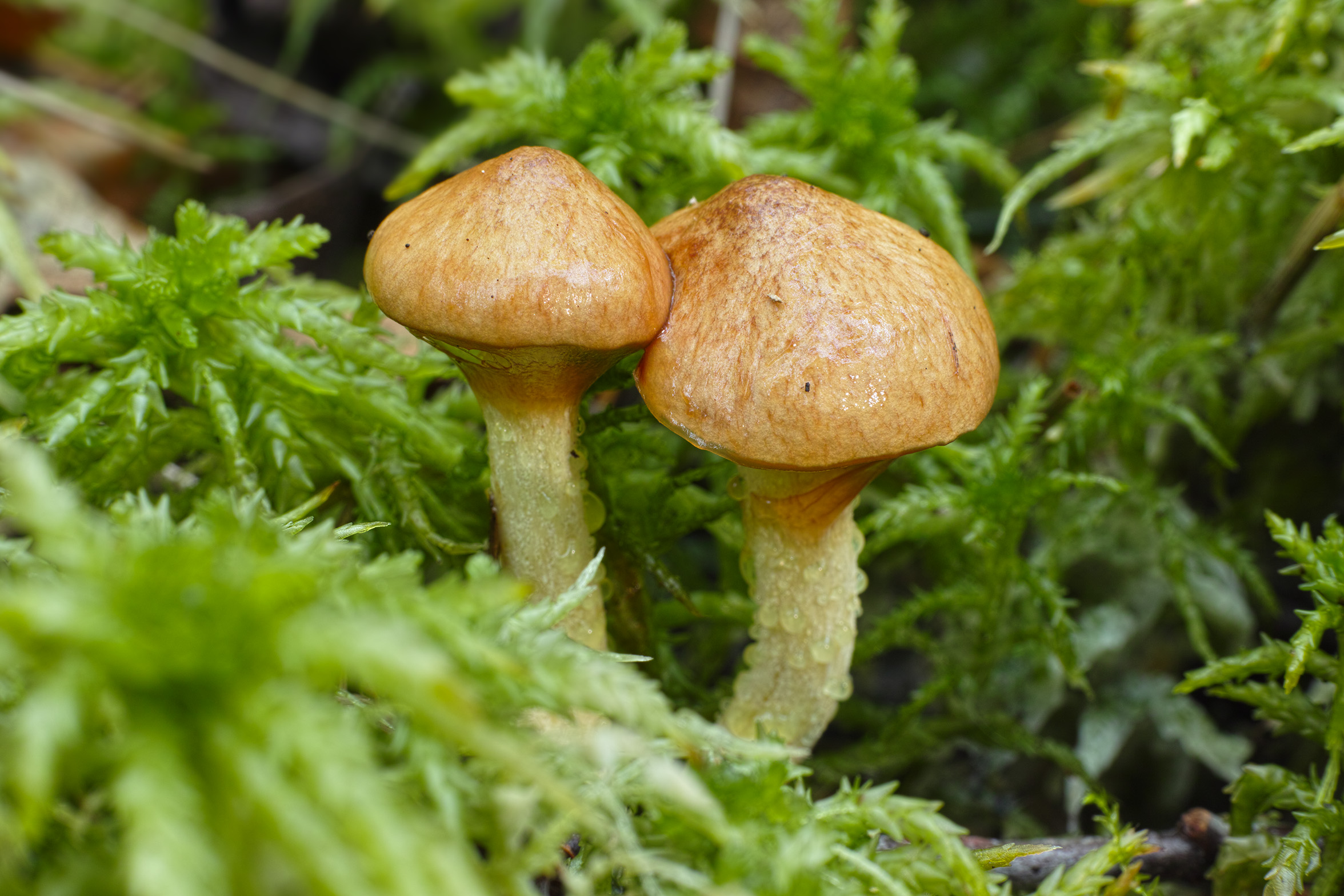
Suillus flavidus (Suillaceae)
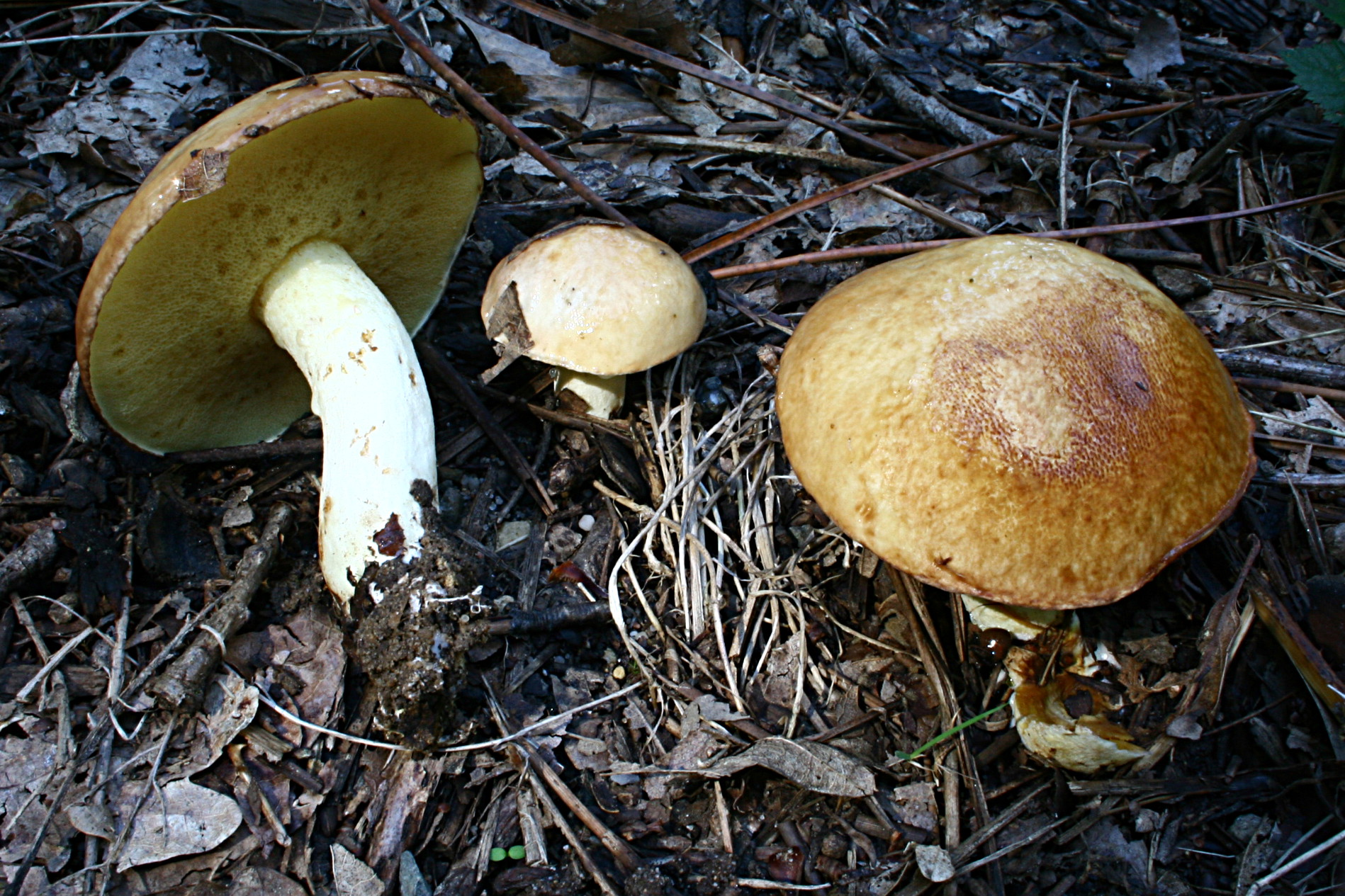
Suillus granulatus (Suillaceae)

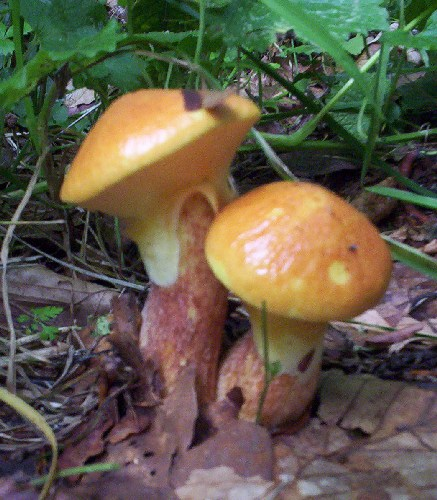
Suillus grevillei (Suillaceae)
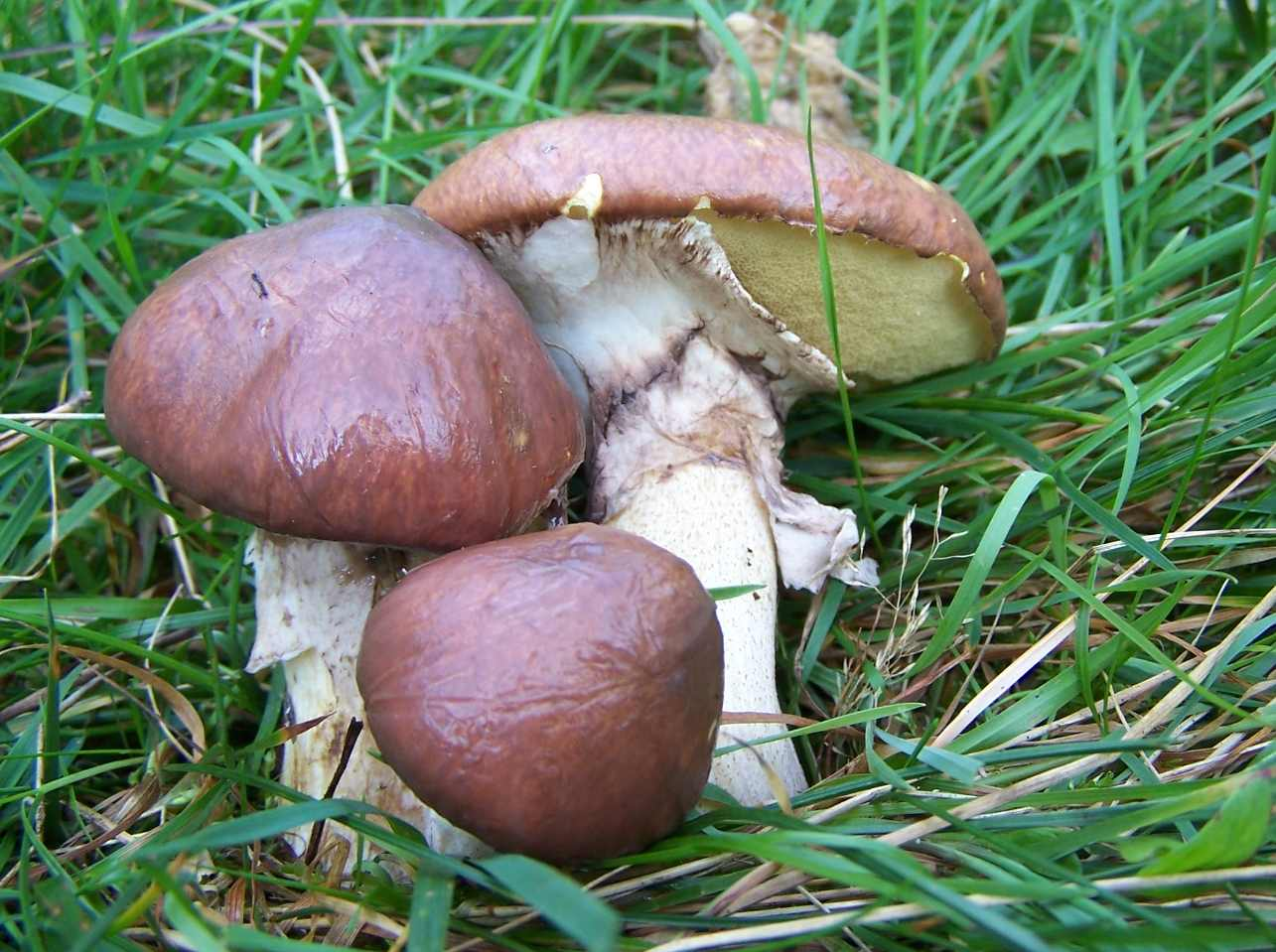
Suillus luteus (Suillaceae)
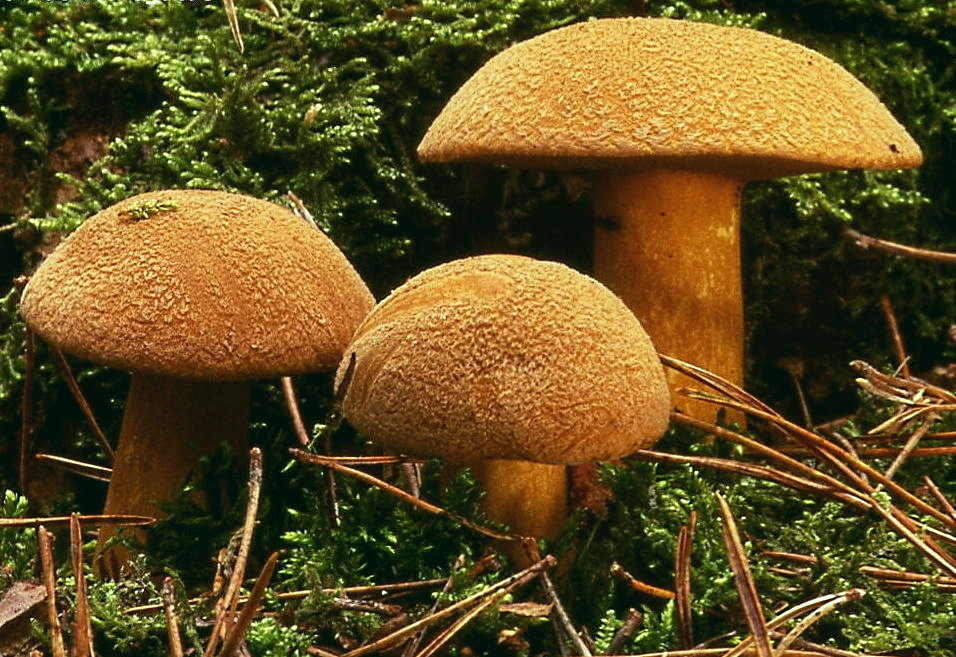
Suillus variegatus (Suillaceae)
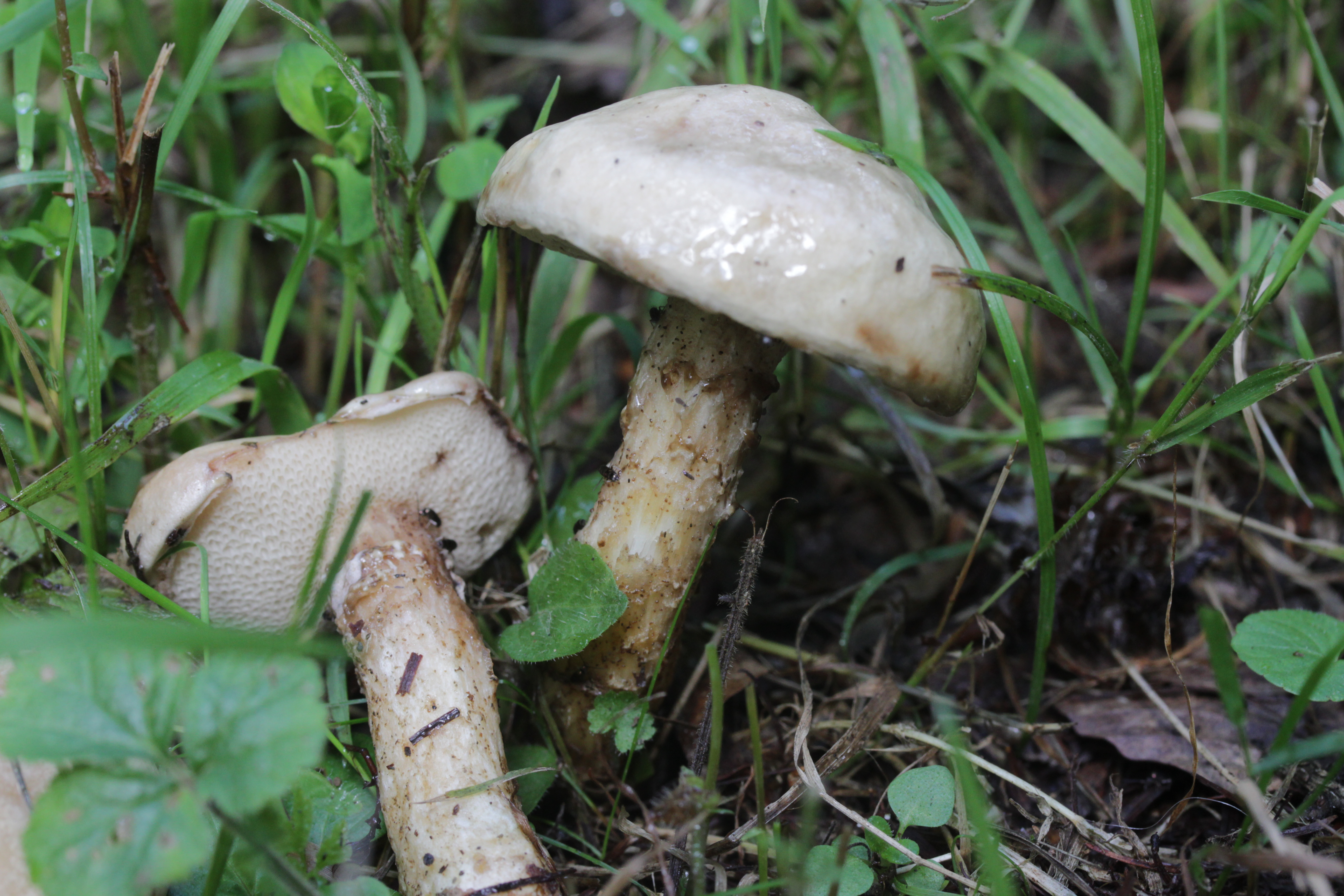
Suillus viscidus (Suillaceae)
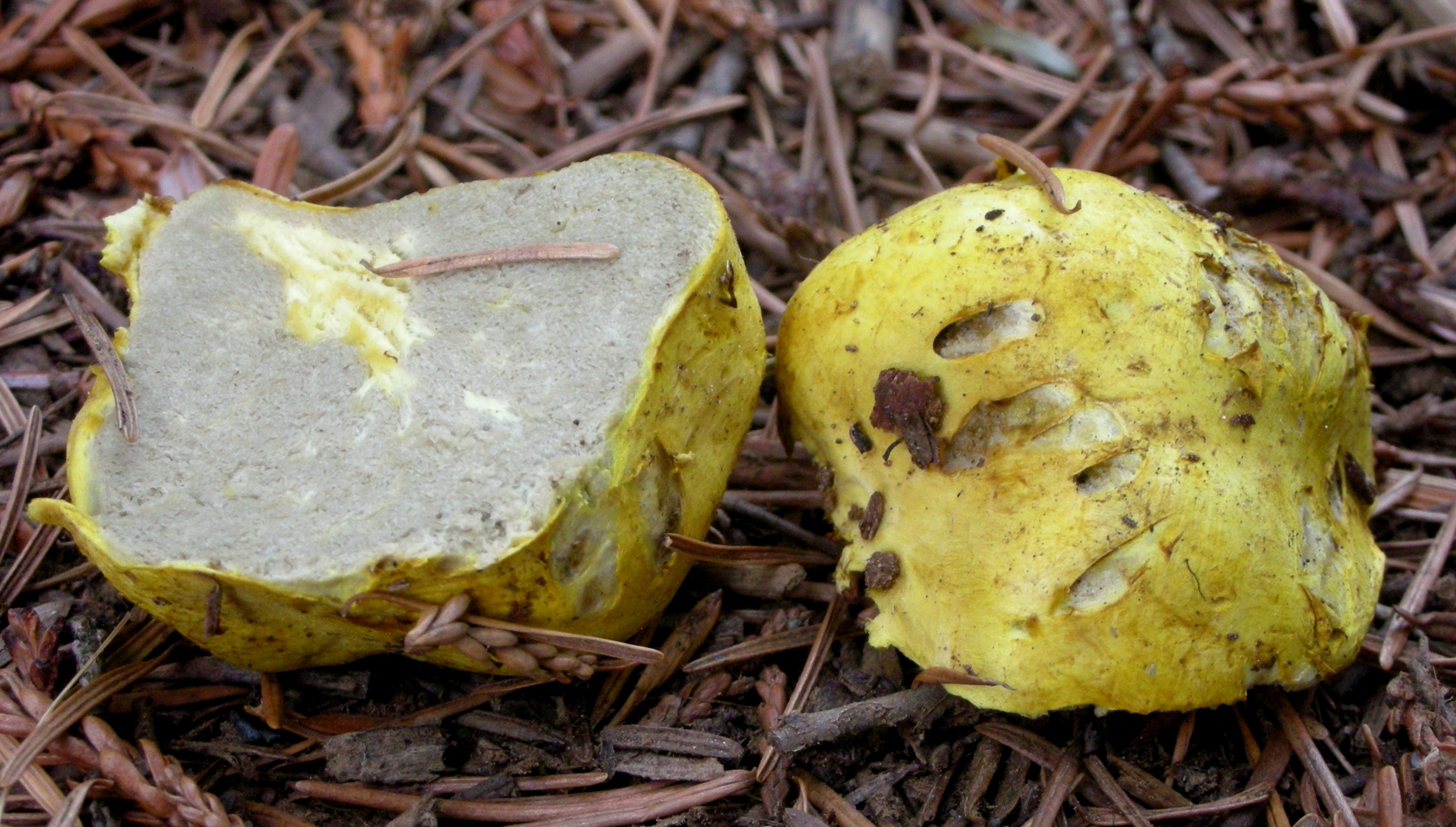
Truncocolumella citrina (Suillaceae)
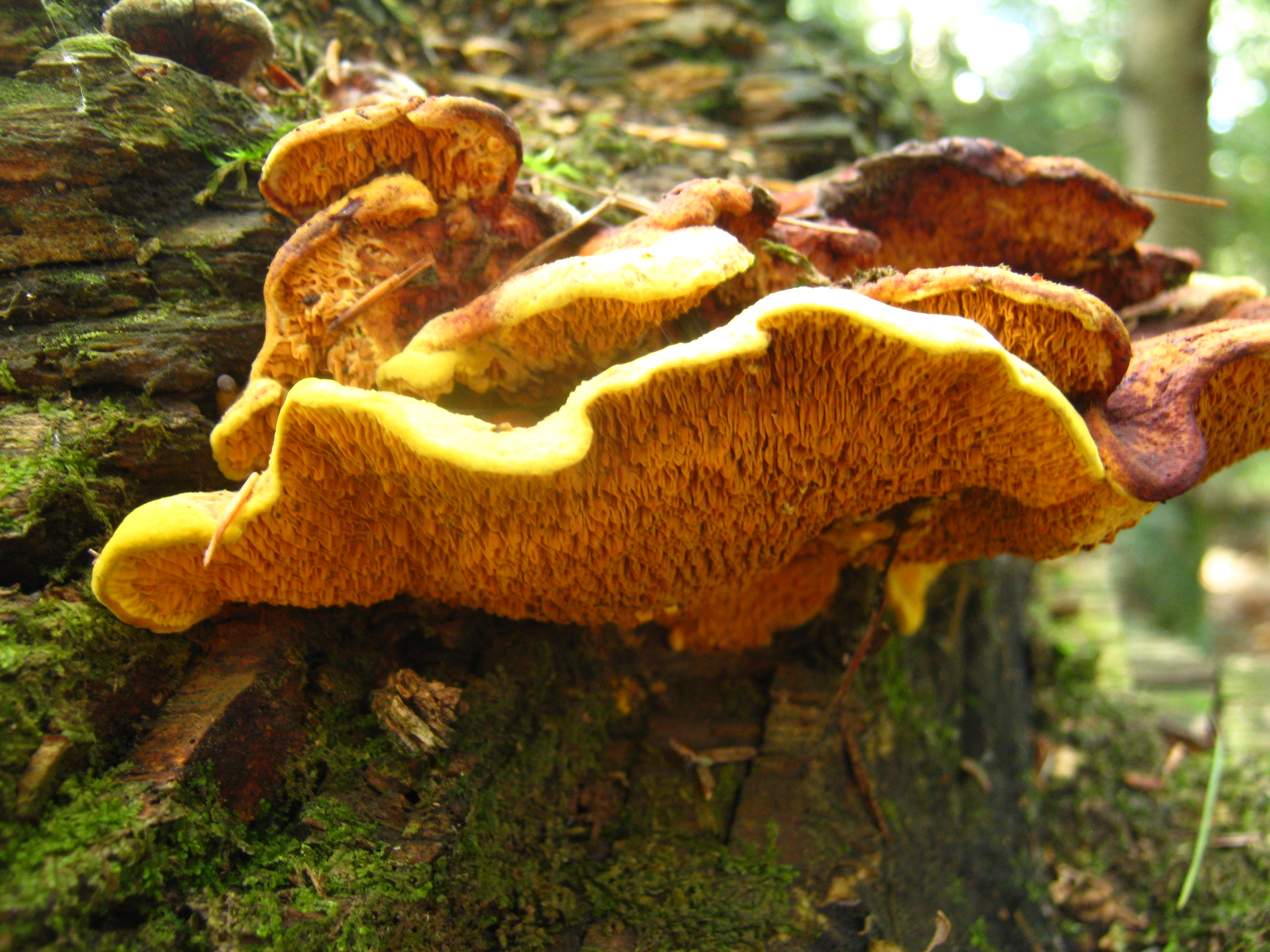
Pseudomerulius curtisii (Tapinellaceae)
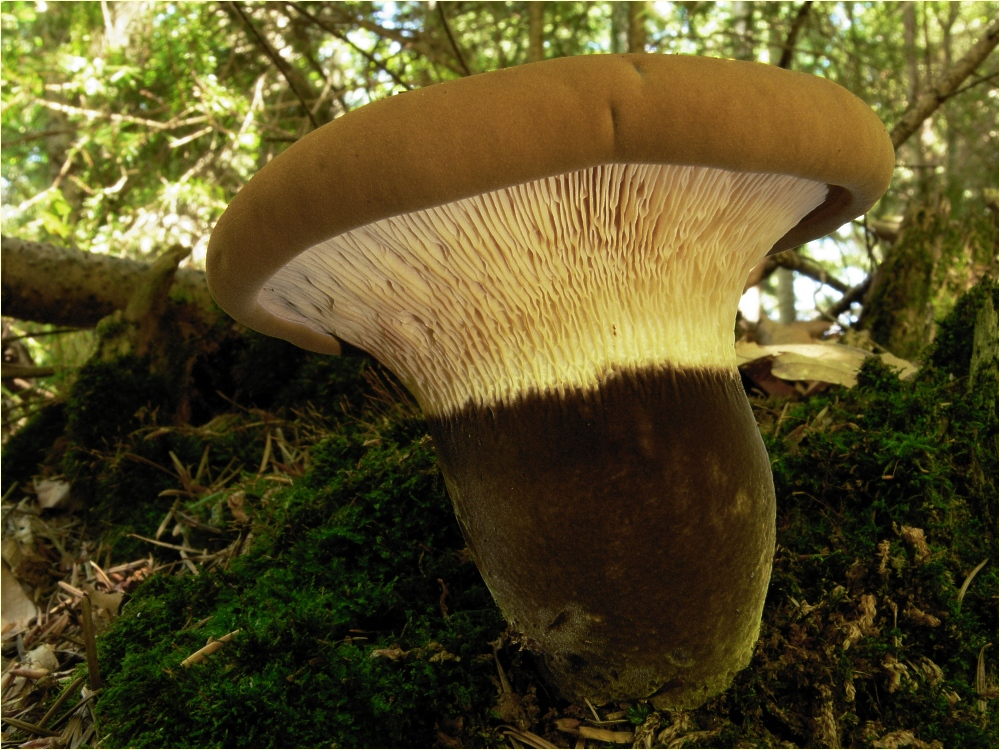
Tapinella atrotomentosa (Tapinellaceae)